# Chameau de Bactriane
Camelus bactrianus · Chameau à deux bosses, Chameau bactrien
Vous lisez un « bon article » labellisé en 2016.
Pour l’article ayant un titre homophone, voir shamo.
Espèce
Le chameau de Bactriane (Camelus bactrianus), appelé aussi chameau à deux bosses (par opposition au dromadaire ou chameau d'Arabie) ou simplement chameau, est une espèce d'artiodactyles de la famille des Camelidae. Il est natif des steppes et des régions arides de l'Asie centrale. L'épithète spécifique bactrianus évoque l'une des régions où les chameaux domestiques étaient autrefois communément élevés : la Bactriane. La femelle est dénommée la chamelle et le juvénile le chamelon. Ce mammifère ruminant diffère du dromadaire (encore appelé chameau d'Arabie) par ses deux bosses dorsales graisseuses (contre une chez le dromadaire), par son poids et sa taille plus élevés, et par une fourrure bien plus abondante. Le chameau et le dromadaire appartiennent tous deux au genre Camelus et peuvent produire des hybrides viables et fertiles.
La constitution du chameau de Bactriane est bien adaptée aux conditions d'un climat continental extrêmement sec, avec des étés chauds et secs et des hivers rigoureux et enneigés. Ses particularités physiologiques et anatomiques lui permettent de vivre pendant un temps exceptionnellement long sans eau, et il se contente d'une nourriture grossière et pauvre en éléments nutritifs. Le chameau s'adapte très bien aux hivers rudes grâce à sa laine très épaisse. Cependant, il est très sensible à l'humidité, et il ne se rencontre que dans les zones où le climat est sec.
Le chameau est depuis longtemps un animal domestique important dans beaucoup de régions d'Asie. Il est prédominant dans les steppes et les régions semi-désertiques d'Asie centrale, de Mongolie, et sur certains territoires avoisinant la Russie et la Chine. La population mondiale de chameaux domestiques serait de 670 000 à 2 millions de têtes. Différentes races de chameaux domestiques ont été développées. Le chameau peut être utilisé comme animal de bât ou de trait, il fournit aussi du lait, de la viande et de la laine.
Contrairement au dromadaire, le chameau existe encore à l'état sauvage, bien qu'en nombre très restreint : il s'agit du chameau sauvage de Tartarie. Le chameau domestique diffère un peu du chameau sauvage, ce qui a amené certains scientifiques à en faire deux espèces distinctes, Camelus bactrianus et Camelus ferus. Si les recherches génétiques du début des années 2000 sont plutôt en faveur d'une séparation entre le chameau sauvage et le chameau domestique, le niveau de séparation des deux taxons reste encore à préciser et la question de l'origine du chameau domestique et de son lien avec le chameau sauvage actuel reste encore ouverte.

## Dénomination
Le nom scientifique du chameau de Bactriane est composé d'un premier terme désignant le genre Camelus, qui signifie « chameau » en latin classique, et de l'épithète spécifique bactrianus qui désigne en latin la région de Bactriane, d'où le chameau serait originaire,. Les noms vernaculaires en français (chameau de Bactriane et chameau à deux bosses) et en anglais (Bactrian Camel et Two-humped Camel) font référence à la Bactriane ou au fait que l'animal a deux bosses. Il en est de même en russe (двугорбый верблюд et бактриан), mais une dénomination différente existe aussi pour le chameau sauvage (хабтагай). En allemand (Zweihöckriges Kamel) et en italien (Cammello a due gobbe et Cammello con due gobbi), la morphologie de l'animal semble avoir déterminé le nom vernaculaire.
La femelle du chameau de Bactriane est appelée la « chamelle », et leur petit le « chamelon ».

## Description

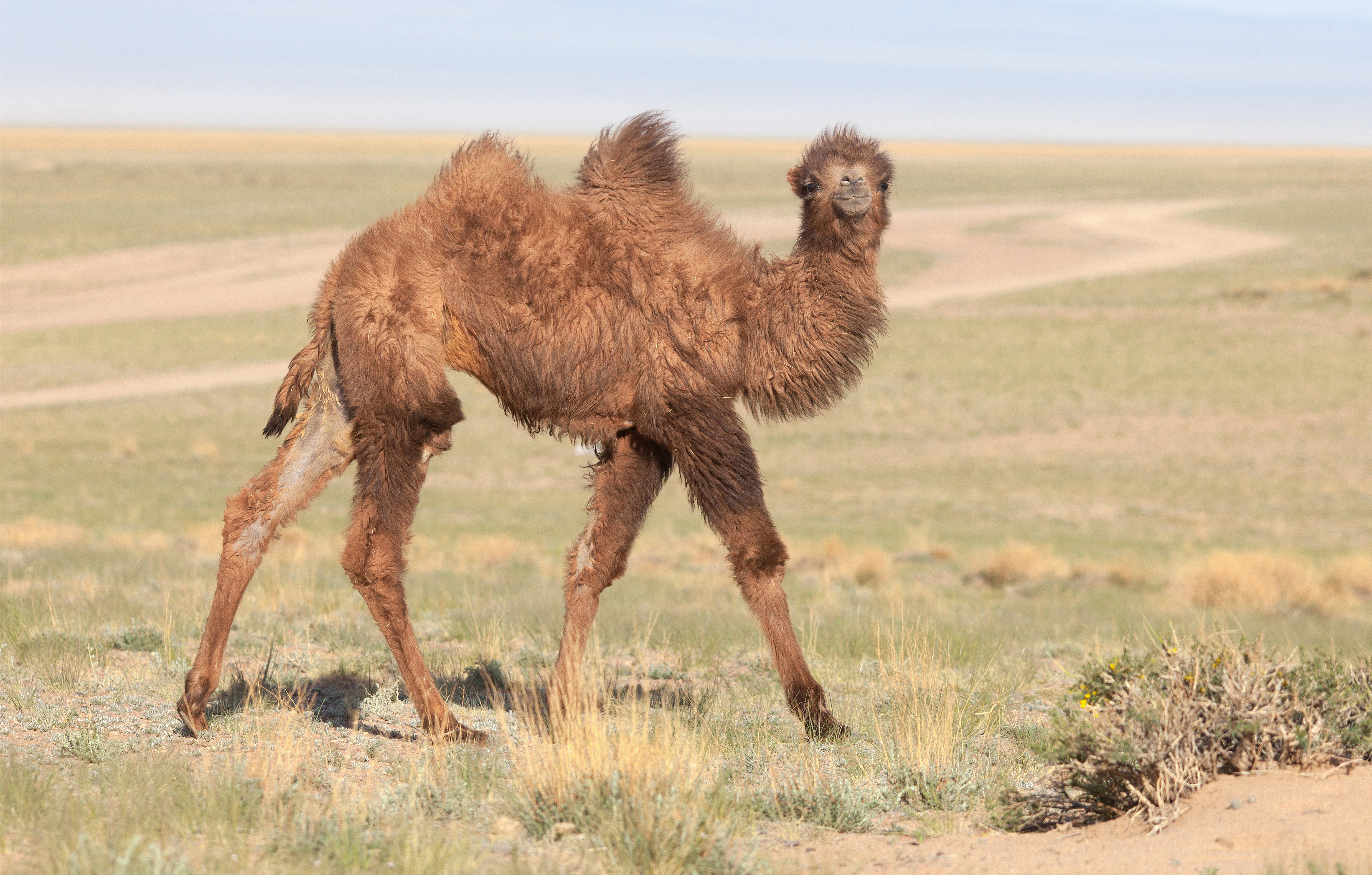
Un chameau de Bactriane se présente.

### Apparence

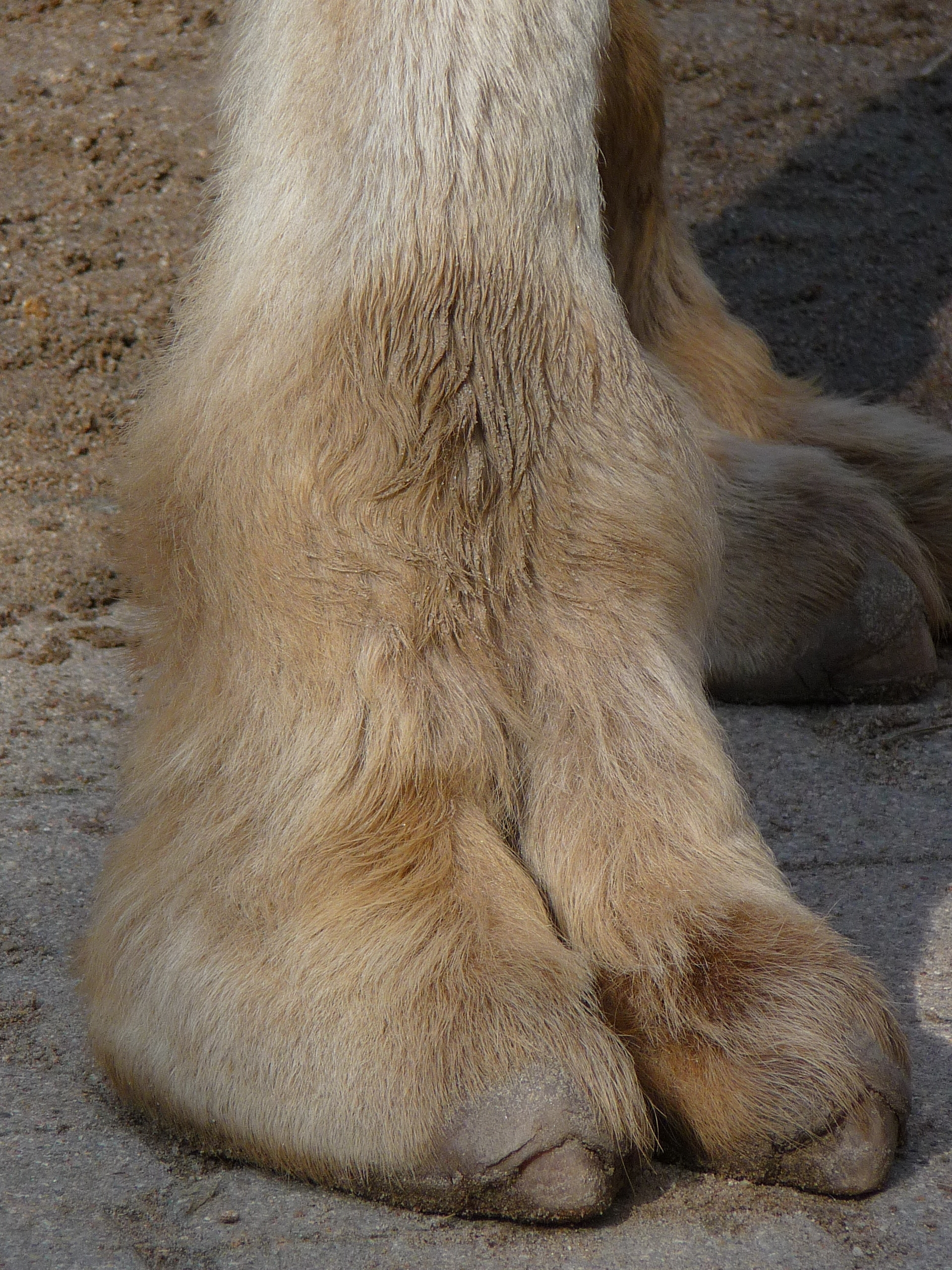
Pied antérieur d'un chameau de Bactriane.

L'apparence du chameau de Bactriane est bien connue, notamment du fait de ses deux bosses caractéristiques. Le chameau de Bactriane a un corps dense et arrondi, avec des pattes postérieures dépassant de sa silhouette. Au bout de jambes assez longues, ses larges pieds bifides terminés par des griffes reposent sur des coussinets adaptés à la marche dans le désert. Sa peau épaisse et dure au niveau des genoux et du torse le protège de la chaleur du désert une fois allongé. Son cou long et fortement courbé forme un « U » vers le bas, de sorte que sa tête se trouve au niveau de ses épaules. La queue est relativement courte par rapport au reste du corps, mesurant environ un demi-mètre, et terminée par un pinceau de longs poils fins. Son pelage épais et dense, de poils longs d'en moyenne 7 cm, n'a pas une longueur uniforme : les poils sous le cou sont plus longs, de même que ceux au sommet des bosses, de la tête, sous le menton (d'une apparence semblable à une barbe) et sur la nuque. Cette fourrure épaisse et laineuse le protège du froid nocturne et de la chaleur du jour. Le chameau de Bactriane, comme le dromadaire (Camelus dromedarius), a une double rangée de longs cils denses qui, lorsque l'œil est fermé, forment une barrière hermétique à la poussière et au sable. Lorsqu'il est bien nourri, les bosses graisseuses du chameau se tiennent bien droites, mais après une diète, elles peuvent partiellement ou complètement basculer sur le côté (parfois d'un côté et de l'autre), ballotant lors du mouvement de l'animal. Les bosses dressées et denses permettent d'identifier que le chameau est bien nourri. Les lèvres charnues et extrêmement dures lui permettent de manger les plantes épineuses du désert. La lèvre supérieure, comme chez les autres camélidés, est fendue. Les oreilles, petites, de forme ronde et garnies de longs poils protecteurs, sont presque impossibles à distinguer à distance. L'occiput comporte deux glandes, particulièrement développées chez le mâle, dont les sécrétions noires, visqueuses et odorantes permettent à l'animal de marquer son territoire. Les naseaux, qui peuvent s'ouvrir et se refermer, sont particulièrement adaptés pour se protéger de la chaleur du désert et du sable.

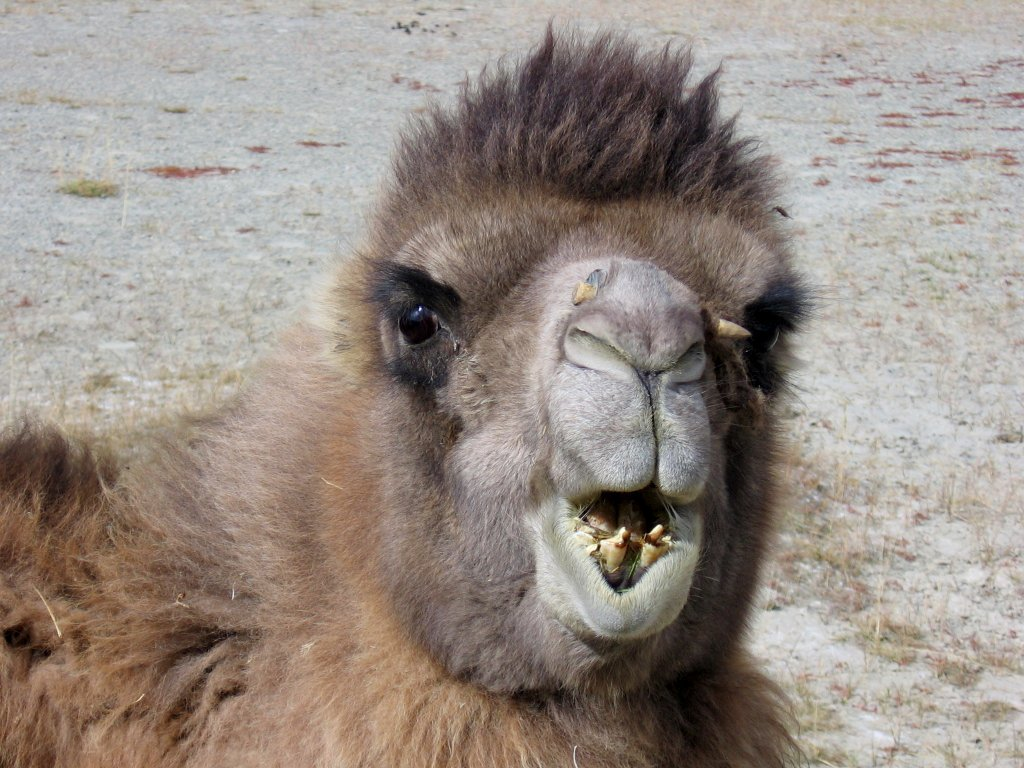
Tête d'un chameau de Bactriane vue de face près du lac Karakul (Chine occidentale).

L'anatomie interne du chameau de Bactriane est similaire à celle des autres tylopodes, à savoir un estomac à trois poches séparées (abomasum, panse, réticulum) sans feuillet. Le cæcum est court. La femelle a quatre glandes mammaires, à l'instar de la vache.
Le cri du chameau de Bactriane () n'est pas très agréable à l'oreille humaine, rappelant un peu celui de l'Âne commun (Equus asinus). Lorsqu'il est chargé et qu'il doit se lever ou s'accroupir (baraquer), le chameau pousse souvent un cri. Le chameau pousse un cri particulier lors des phases de rut (il blatère).
Lorsqu'il est irrité, il est susceptible de cracher, comme le dromadaire, sauf qu'il ne rejette pas de la salive mais des sucs de rumination.

### Corpulence

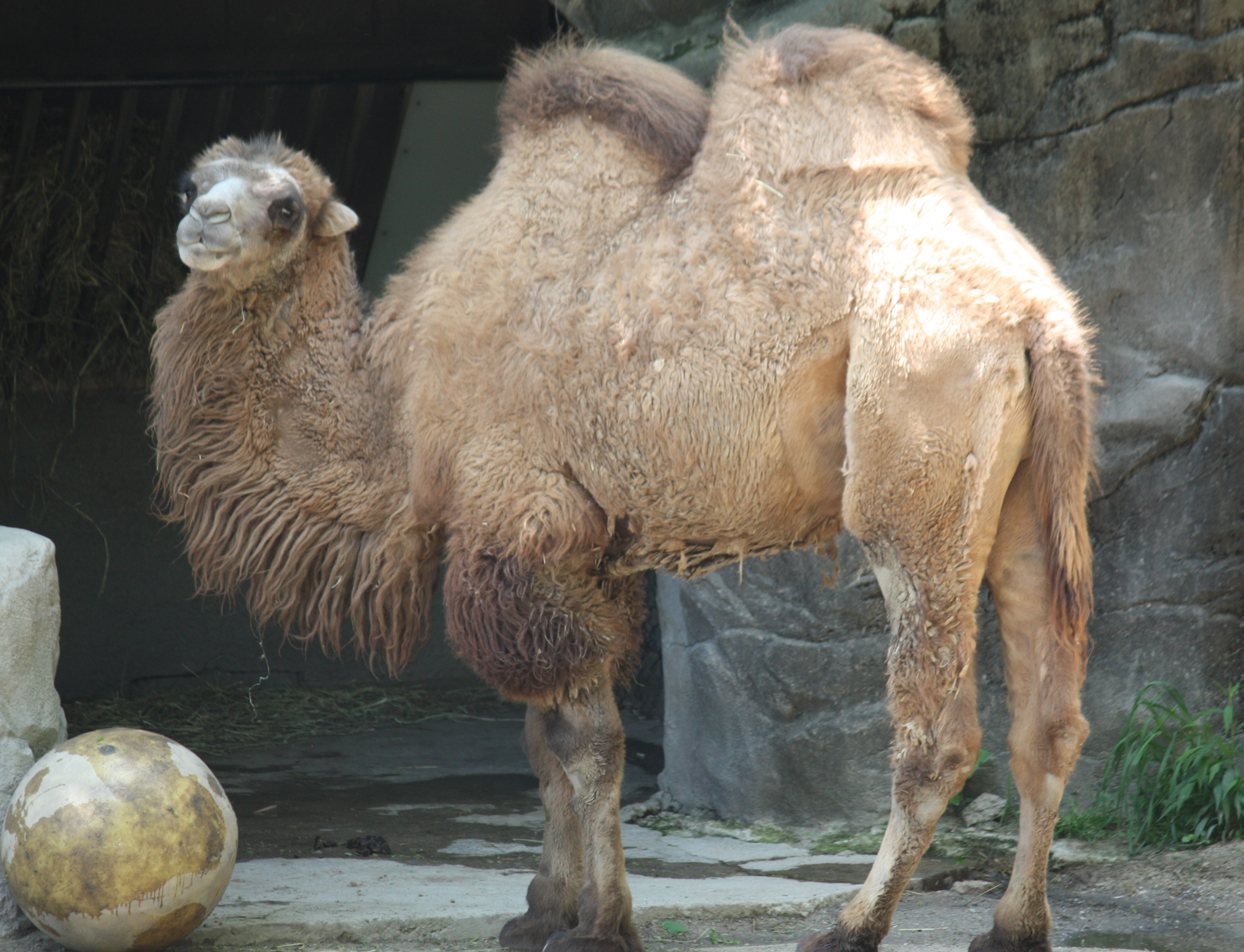
Chameau de Bactriane au zoo de Cincinnati. Les bosses dressées sont un indicateur que l'animal est bien nourri.

Le chameau de Bactriane est un animal imposant. Sa taille au garrot, de 2 mètres en moyenne, peut atteindre 230 cm, et 270 cm bosse incluse. Le creux entre les deux bosses se trouve souvent à une hauteur supérieure à 1,7 m, c'est pourquoi il faut faire s'accroupir le chameau pour pouvoir le chevaucher. La distance entre les bosses est de 30 cm, ce qui laisse suffisamment de place pour un cavalier.
Le mâle adulte pèse en moyenne entre 450 et 500 kg, mais souvent sensiblement plus, des spécimens de 690 kg ayant été recensés. Les chameaux élevés en Transbaïkalie ont une masse d'en moyenne 740 kg. La femelle est moins massive, pesant en moyenne moins de 450 kg. Une grande disparité existe entre les races, certains mâles d'élevage bien nourris ayant atteint 1 000 kg. Les individus de la race de Kalmoukie sont les plus massifs (entre 800 et 1 000 kg pour les mâles, 650 et 800 kg pour les femelles). Le chameau atteint sa taille définitive au bout de 7 ans. Le poids du chameau varie en fonction du dernier moment où il a bu : en cas de diète prolongée, il utilise les réserves contenues dans ses bosses (permettant de stocker jusqu'à 23 kg de réserves), et peut ainsi perdre jusqu'à 100 kg sans mourir.
Il est phytophage, mange de l'herbe, des feuilles et des graines et est capable d'ingurgiter 120 litres d'eau en quelques minutes.

### Pelage
La robe du chameau domestique est très variable, le plus souvent brune, mais il existe d'autres nuances : gris, noir, blanc et même crème (la laine de cette couleur est plus chère que les autres). Les chameaux de couleur claire, en revanche, sont beaucoup plus rares ; chez les chameaux de Transbaïkalie, les spécimens marron dominent (78,6 %), les jaunes et jaune clair représentent 18,6 %, et les blancs 2,8 %.
La laine du chameau de Bactriane est beaucoup plus longue et drue que celle du dromadaire ; c'est l'une des caractéristiques qui permettent au chameau de vivre dans le froid intense, qui dans certaines parties de son habitat peut atteindre −40 °C ou plus froid encore. La laine sous le cou et au sommet des bosses peut être longue de 30 cm et plus, et sur les autres parties du corps, elle est également assez longue, en moyenne de 7 cm. La structure de la laine du chameau est remarquable : les poils sont creux à l'intérieur, ce qui contribue à la faible conductivité thermique du pelage. De plus, autour de chaque poil poussent de minces cheveux qui aident la robe à retenir l'air, de sorte que, quelle que soit la densité du pelage, il reste toujours beaucoup d'air, ce qui contribue à baisser la conductivité thermique,.

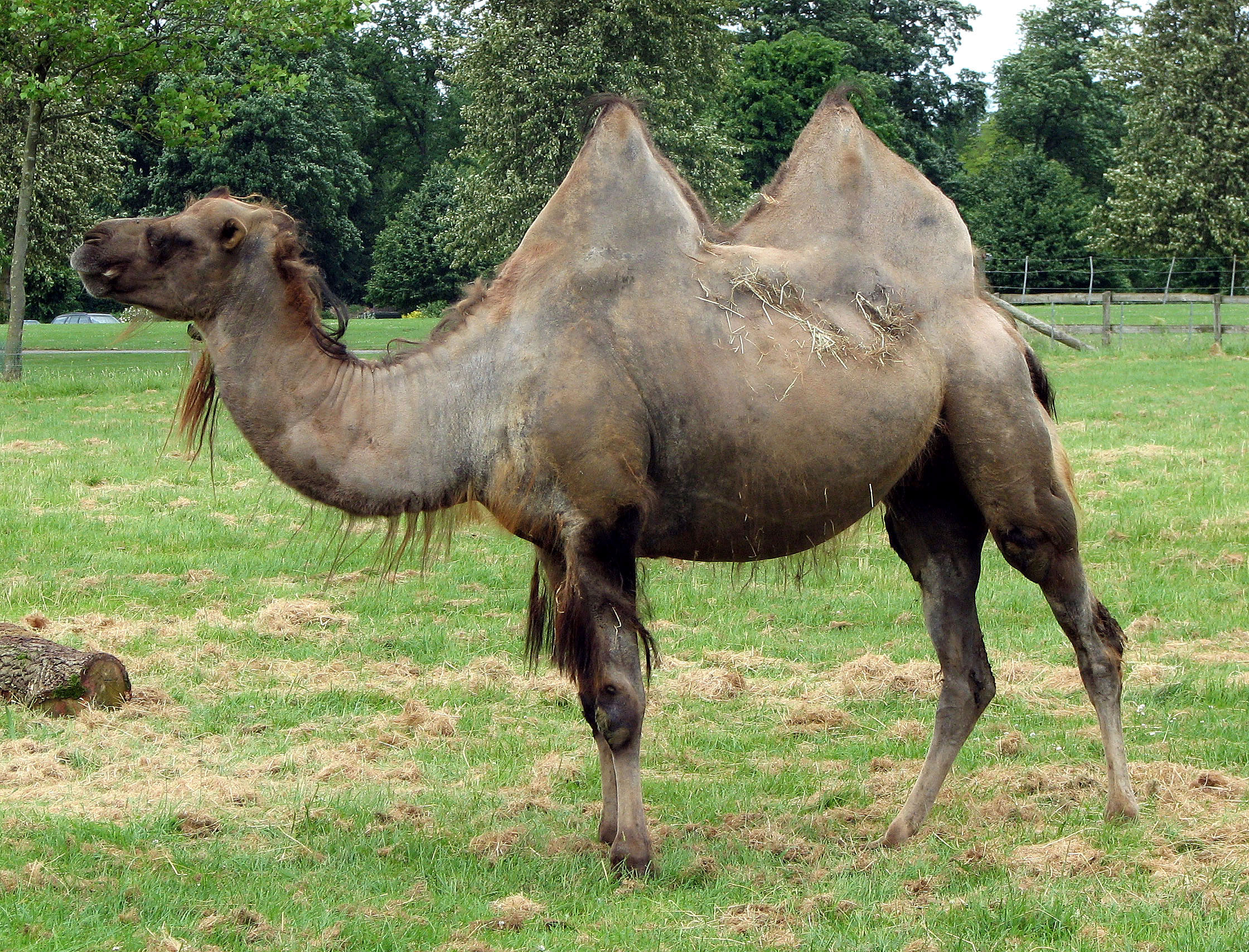
Pelage d'été au Cotswold Wildlife Park (en).
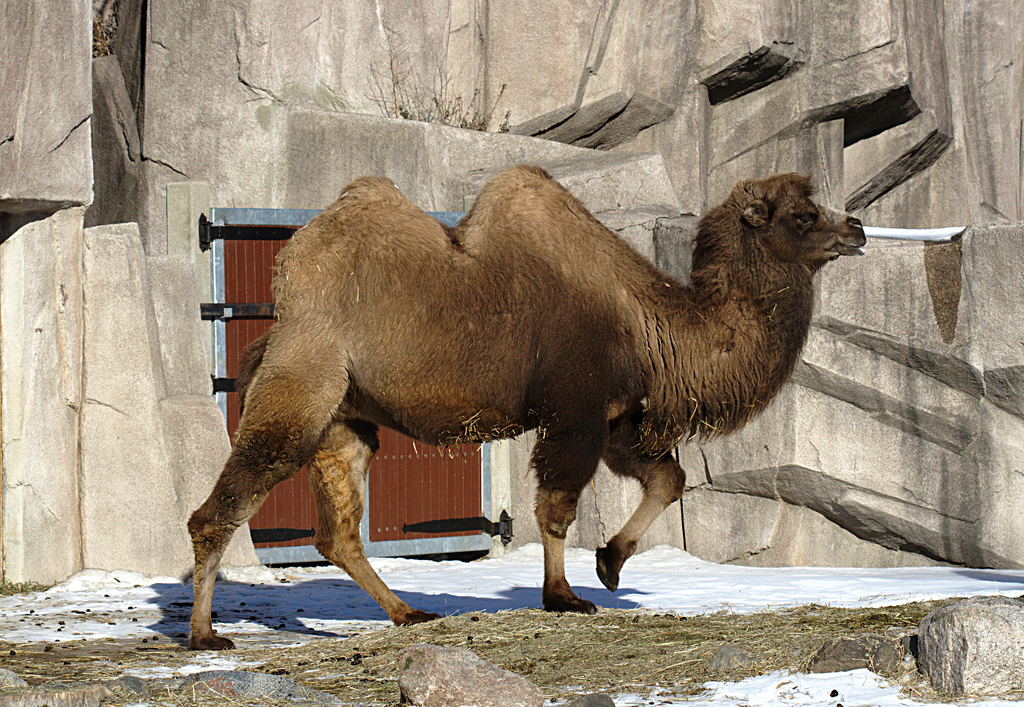
Pelage d'hiver au zoo de Milwaukee.
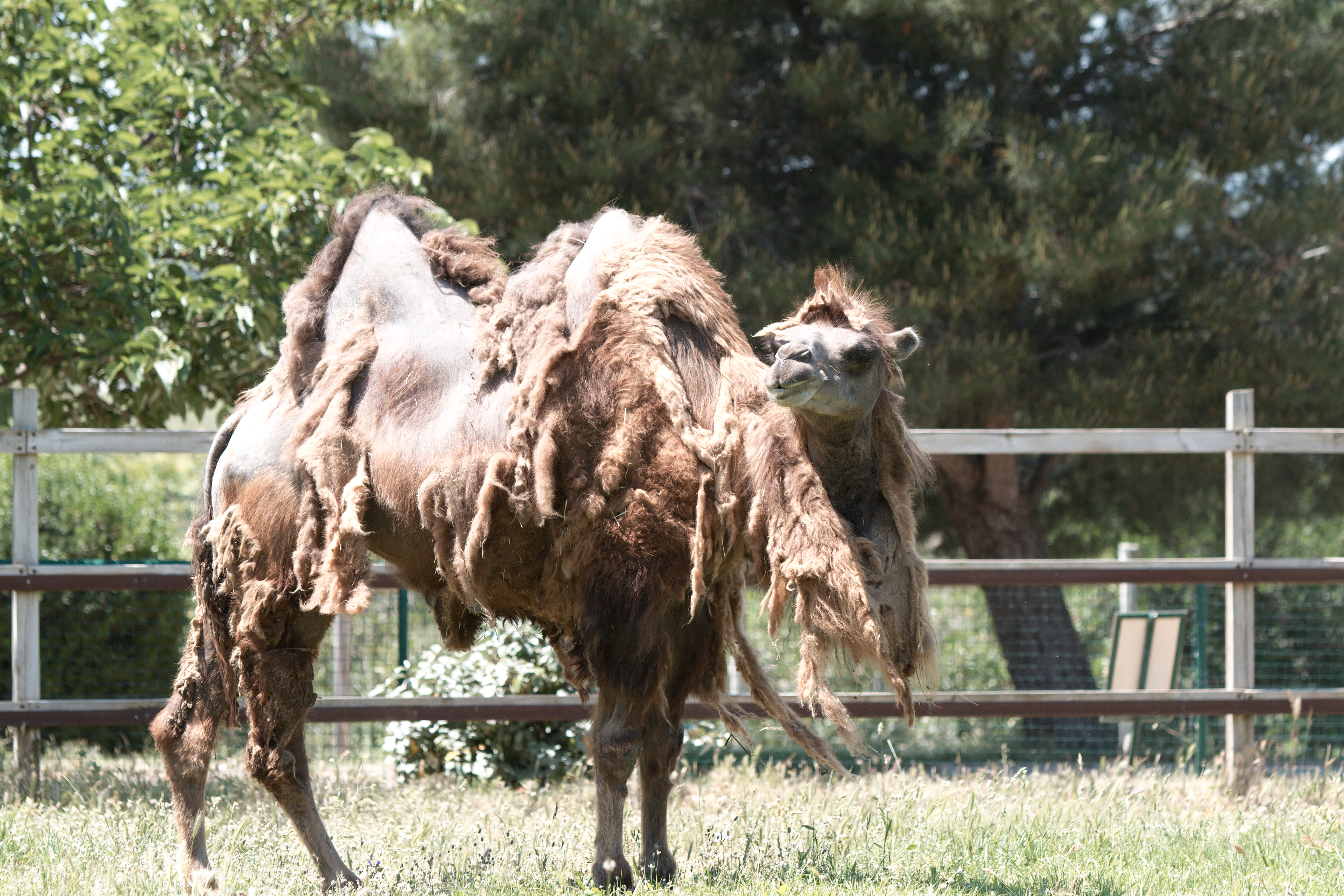
Période de mue au parc animalier de La Barben.

Le pelage du chameau de Bactriane devient spécialement long en automne, et il est déjà bien couvert quand arrive l'hiver. Puis, il change rapidement sa longue laine d'hiver contre un pelage court aux premiers temps chauds (mars-avril). Ce processus s'accompagne de la chute de grosses pelotes de laine de différentes parties de son corps. Durant cette période de mue, le chameau a un aspect lépreux et peu propre.

### Adaptation aux conditions difficiles

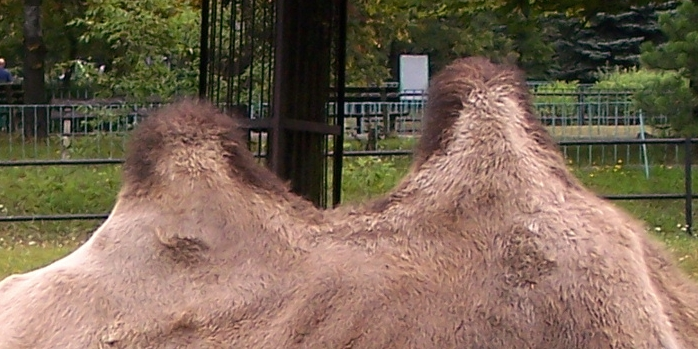
Les deux bosses d'un chameau de Bactriane.

La constitution spécifique du chameau de Bactriane lui donne des capacités d'adaptation hors du commun aux biotopes pauvres en eau et en nourriture. Il peut supporter la privation d'eau à un point qui serait désastreux pour tout autre mammifère, capable de survivre à une perte de 40 % de son eau alors que les autres animaux à sang chaud meurent après une perte de 20 % de leur eau,. Les reins du chameau peuvent absorber une partie importante de l'eau des urines et la rendre à l'organisme. Ses érythrocytes ont une forme ovale (les autres mammifères ont des globules de forme ronde), qui permet au sang de conserver une fluidité normale même en cas d'épaississement, parce que les globules minces continuent de passer sans entrave à travers les capillaires. De plus, les érythrocytes du chameau ont la capacité d'accumuler des fluides jusqu'à augmenter de 2,5 fois leur volume. Le fumier du chameau de Bactriane est plus concentré que celui du gros bétail, il contient entre 6 et 7 fois moins d'eau et consiste en un mélange de fibres végétales grossières presque sèches (les crottes de chameau bien formées se présentent sous la forme de boulettes allongées de 4 × 2 × 2 cm) ; le chameau a la capacité de réduire le taux d'humidité de ses excréments à 45 % de leur teneur normale. L'urine peut également être extrêmement concentrée. Après une privation d'eau de plusieurs jours, le chameau peut être considérablement amaigri, n'ayant plus que la peau sur les os. Cependant, une fois qu'il a à nouveau accès à l'eau, il récupère à vue d’œil : il est capable de boire une douzaine de seaux d'eau d'une traite et retrouve son aspect normal dans la demi-heure qui suit.

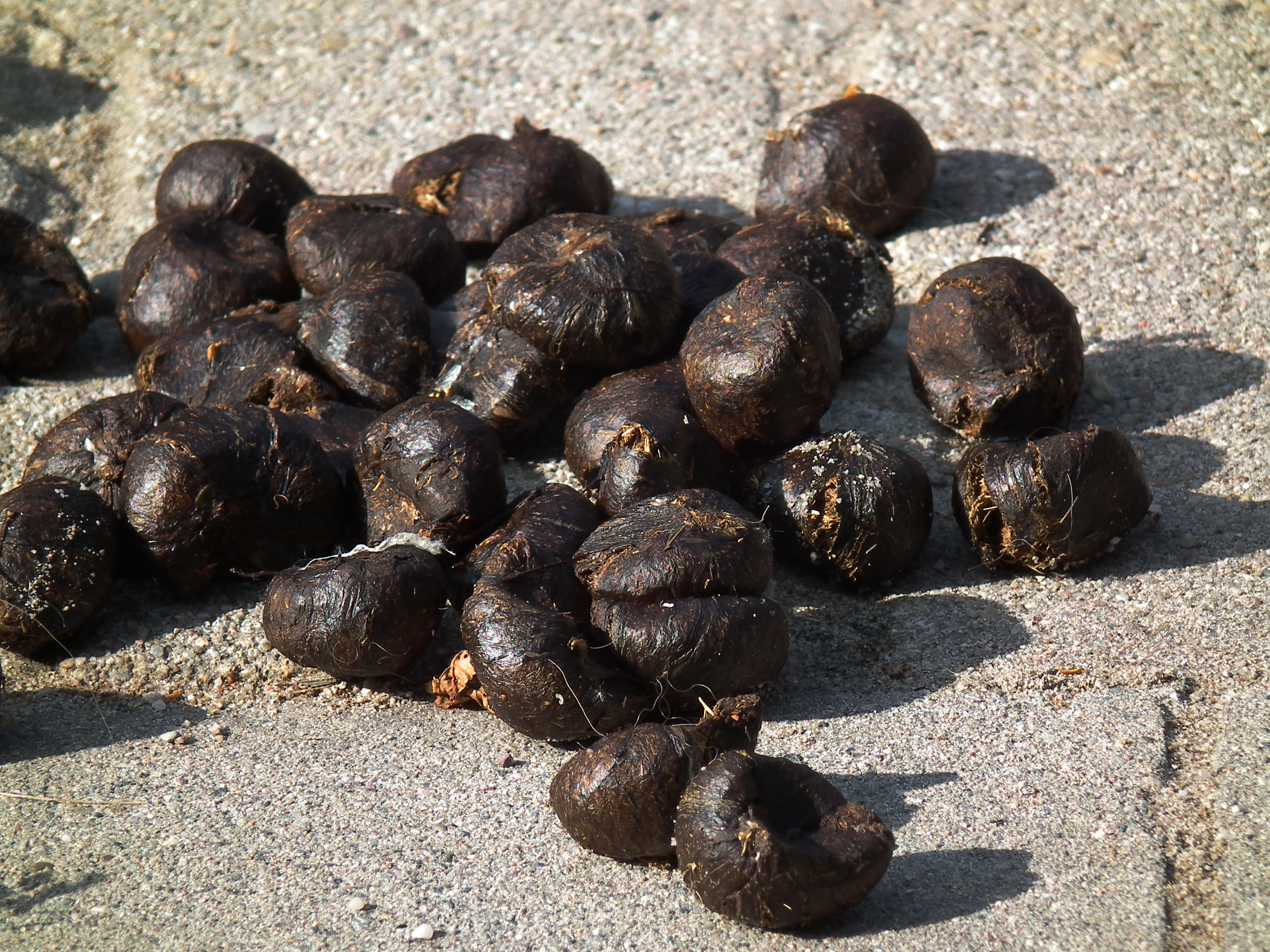
Excréments d'un chameau de Bactriane.

Sa constitution extérieure lui permet aussi d'économiser au maximum les ressources en eau de son organisme. La dissipation d'eau par les naseaux est minime grâce à sa capacité à les fermer, ne les ouvrant que pour inspirer ou expirer. La capacité de thermorégulation du chameau est bien connue. À la différence des autres mammifères, le chameau ne commence à transpirer que si la température de son corps atteint 41 °C (au-delà, sa vie est en danger). Lors des nuits froides, sa température corporelle peut descendre à 34 °C.
La graisse contenue dans les bosses ne se désagrège pas dans l'eau, comme on le pensait autrefois, mais joue un rôle de réserve de nourriture pour l'organisme. Elle sert également pour l'isolation thermique du corps du chameau, s'accumulant avant tout sur l'échine, qui est la partie la plus exposée au soleil. Si la graisse était également répartie sur le corps, elle gênerait la régulation thermique de l'organisme. À elles deux, les bosses peuvent représenter une masse de graisse allant jusqu'à 150 kg.

## Taxinomie
|  | Vigogne                                          |
|  |                                                  |
|  | \| \| Lama \| \| \| \| \| \| Guanaco \| \| \| \| |
|  |                                                  |
|  | Lama                                             |
|  |                                                  |
|  | Guanaco                                          |
|  |                                                  |

|  | Lama    |
|  |         |
|  | Guanaco |
|  |         |

|  | Vigogne                                          |
|  |                                                  |
|  | \| \| Lama \| \| \| \| \| \| Guanaco \| \| \| \| |
|  |                                                  |
|  | Lama                                             |
|  |                                                  |
|  | Guanaco                                          |
|  |                                                  |

|  | Lama    |
|  |         |
|  | Guanaco |
|  |         |

|  | Dromadaire                                                                           |
|  |                                                                                      |
|  | \| \| Chameau de Bactriane \| \| \| \| \| \| Chameau sauvage de Tartarie \| \| \| \| |
|  |                                                                                      |
|  | Chameau de Bactriane                                                                 |
|  |                                                                                      |
|  | Chameau sauvage de Tartarie                                                          |
|  |                                                                                      |

|  | Chameau de Bactriane        |
|  |                             |
|  | Chameau sauvage de Tartarie |
|  |                             |

|  | Vigogne                                          |
|  |                                                  |
|  | \| \| Lama \| \| \| \| \| \| Guanaco \| \| \| \| |
|  |                                                  |
|  | Lama                                             |
|  |                                                  |
|  | Guanaco                                          |
|  |                                                  |

|  | Lama    |
|  |         |
|  | Guanaco |
|  |         |

|  | Vigogne                                          |
|  |                                                  |
|  | \| \| Lama \| \| \| \| \| \| Guanaco \| \| \| \| |
|  |                                                  |
|  | Lama                                             |
|  |                                                  |
|  | Guanaco                                          |
|  |                                                  |

|  | Lama    |
|  |         |
|  | Guanaco |
|  |         |

|  | Dromadaire                                                                           |
|  |                                                                                      |
|  | \| \| Chameau de Bactriane \| \| \| \| \| \| Chameau sauvage de Tartarie \| \| \| \| |
|  |                                                                                      |
|  | Chameau de Bactriane                                                                 |
|  |                                                                                      |
|  | Chameau sauvage de Tartarie                                                          |
|  |                                                                                      |

|  | Chameau de Bactriane        |
|  |                             |
|  | Chameau sauvage de Tartarie |
|  |                             |

|  | Vigogne                                          |
|  |                                                  |
|  | \| \| Lama \| \| \| \| \| \| Guanaco \| \| \| \| |
|  |                                                  |
|  | Lama                                             |
|  |                                                  |
|  | Guanaco                                          |
|  |                                                  |

|  | Lama    |
|  |         |
|  | Guanaco |
|  |         |

|  | Vigogne                                          |
|  |                                                  |
|  | \| \| Lama \| \| \| \| \| \| Guanaco \| \| \| \| |
|  |                                                  |
|  | Lama                                             |
|  |                                                  |
|  | Guanaco                                          |
|  |                                                  |

|  | Lama    |
|  |         |
|  | Guanaco |
|  |         |

|  | Dromadaire                                                                           |
|  |                                                                                      |
|  | \| \| Chameau de Bactriane \| \| \| \| \| \| Chameau sauvage de Tartarie \| \| \| \| |
|  |                                                                                      |
|  | Chameau de Bactriane                                                                 |
|  |                                                                                      |
|  | Chameau sauvage de Tartarie                                                          |
|  |                                                                                      |

|  | Chameau de Bactriane        |
|  |                             |
|  | Chameau sauvage de Tartarie |
|  |                             |

|  | Vigogne                                          |
|  |                                                  |
|  | \| \| Lama \| \| \| \| \| \| Guanaco \| \| \| \| |
|  |                                                  |
|  | Lama                                             |
|  |                                                  |
|  | Guanaco                                          |
|  |                                                  |

|  | Lama    |
|  |         |
|  | Guanaco |
|  |         |

|  | Vigogne                                          |
|  |                                                  |
|  | \| \| Lama \| \| \| \| \| \| Guanaco \| \| \| \| |
|  |                                                  |
|  | Lama                                             |
|  |                                                  |
|  | Guanaco                                          |
|  |                                                  |

|  | Lama    |
|  |         |
|  | Guanaco |
|  |         |

|  | Dromadaire                                                                           |
|  |                                                                                      |
|  | \| \| Chameau de Bactriane \| \| \| \| \| \| Chameau sauvage de Tartarie \| \| \| \| |
|  |                                                                                      |
|  | Chameau de Bactriane                                                                 |
|  |                                                                                      |
|  | Chameau sauvage de Tartarie                                                          |
|  |                                                                                      |

|  | Chameau de Bactriane        |
|  |                             |
|  | Chameau sauvage de Tartarie |
|  |                             |

|  | Vigogne                                          |
|  |                                                  |
|  | \| \| Lama \| \| \| \| \| \| Guanaco \| \| \| \| |
|  |                                                  |
|  | Lama                                             |
|  |                                                  |
|  | Guanaco                                          |
|  |                                                  |

|  | Lama    |
|  |         |
|  | Guanaco |
|  |         |

|  | Vigogne                                          |
|  |                                                  |
|  | \| \| Lama \| \| \| \| \| \| Guanaco \| \| \| \| |
|  |                                                  |
|  | Lama                                             |
|  |                                                  |
|  | Guanaco                                          |
|  |                                                  |

|  | Lama    |
|  |         |
|  | Guanaco |
|  |         |

|  | Dromadaire                                                                           |
|  |                                                                                      |
|  | \| \| Chameau de Bactriane \| \| \| \| \| \| Chameau sauvage de Tartarie \| \| \| \| |
|  |                                                                                      |
|  | Chameau de Bactriane                                                                 |
|  |                                                                                      |
|  | Chameau sauvage de Tartarie                                                          |
|  |                                                                                      |

|  | Chameau de Bactriane        |
|  |                             |
|  | Chameau sauvage de Tartarie |
|  |                             |

|  | Vigogne                                          |
|  |                                                  |
|  | \| \| Lama \| \| \| \| \| \| Guanaco \| \| \| \| |
|  |                                                  |
|  | Lama                                             |
|  |                                                  |
|  | Guanaco                                          |
|  |                                                  |

|  | Lama    |
|  |         |
|  | Guanaco |
|  |         |

|  | Vigogne                                          |
|  |                                                  |
|  | \| \| Lama \| \| \| \| \| \| Guanaco \| \| \| \| |
|  |                                                  |
|  | Lama                                             |
|  |                                                  |
|  | Guanaco                                          |
|  |                                                  |

|  | Lama    |
|  |         |
|  | Guanaco |
|  |         |

|  | Dromadaire                                                                           |
|  |                                                                                      |
|  | \| \| Chameau de Bactriane \| \| \| \| \| \| Chameau sauvage de Tartarie \| \| \| \| |
|  |                                                                                      |
|  | Chameau de Bactriane                                                                 |
|  |                                                                                      |
|  | Chameau sauvage de Tartarie                                                          |
|  |                                                                                      |

|  | Chameau de Bactriane        |
|  |                             |
|  | Chameau sauvage de Tartarie |
|  |                             |

|  | Vigogne                                          |
|  |                                                  |
|  | \| \| Lama \| \| \| \| \| \| Guanaco \| \| \| \| |
|  |                                                  |
|  | Lama                                             |
|  |                                                  |
|  | Guanaco                                          |
|  |                                                  |

|  | Lama    |
|  |         |
|  | Guanaco |
|  |         |

|  | Vigogne                                          |
|  |                                                  |
|  | \| \| Lama \| \| \| \| \| \| Guanaco \| \| \| \| |
|  |                                                  |
|  | Lama                                             |
|  |                                                  |
|  | Guanaco                                          |
|  |                                                  |

|  | Lama    |
|  |         |
|  | Guanaco |
|  |         |

|  | Dromadaire                                                                           |
|  |                                                                                      |
|  | \| \| Chameau de Bactriane \| \| \| \| \| \| Chameau sauvage de Tartarie \| \| \| \| |
|  |                                                                                      |
|  | Chameau de Bactriane                                                                 |
|  |                                                                                      |
|  | Chameau sauvage de Tartarie                                                          |
|  |                                                                                      |

|  | Chameau de Bactriane        |
|  |                             |
|  | Chameau sauvage de Tartarie |
|  |                             |

|  | Vigogne                                          |
|  |                                                  |
|  | \| \| Lama \| \| \| \| \| \| Guanaco \| \| \| \| |
|  |                                                  |
|  | Lama                                             |
|  |                                                  |
|  | Guanaco                                          |
|  |                                                  |

|  | Lama    |
|  |         |
|  | Guanaco |
|  |         |

|  | Vigogne                                          |
|  |                                                  |
|  | \| \| Lama \| \| \| \| \| \| Guanaco \| \| \| \| |
|  |                                                  |
|  | Lama                                             |
|  |                                                  |
|  | Guanaco                                          |
|  |                                                  |

|  | Lama    |
|  |         |
|  | Guanaco |
|  |         |

|  | Dromadaire                                                                           |
|  |                                                                                      |
|  | \| \| Chameau de Bactriane \| \| \| \| \| \| Chameau sauvage de Tartarie \| \| \| \| |
|  |                                                                                      |
|  | Chameau de Bactriane                                                                 |
|  |                                                                                      |
|  | Chameau sauvage de Tartarie                                                          |
|  |                                                                                      |

|  | Chameau de Bactriane        |
|  |                             |
|  | Chameau sauvage de Tartarie |
|  |                             |

Certaines sources considèrent que le chameau n'a pas de sous-espèce, mais d'autres estiment que les différences entre le chameau domestique et le chameau sauvage sont suffisantes pour les séparer en sous-espèces distinctes. Le génome du chameau sauvage diffère considérablement de celui du chameau domestique (les chercheurs européens évoquent une variation de 1,9 % de l'ADN), et de nombreux chercheurs considèrent que le chameau sauvage est une espèce à part entière, désignée sous le nom de Camelus ferus. C'est sous ce nom que le chameau sauvage a été inscrit sur la liste rouge de l'UICN.
En effet, en 2007, une étude de l'ADNmt du chameau sauvage a conduit à le considérer comme une sous-espèce du chameau de Bactriane, nommée Camelus bactrianus ferus ; cette étude a aussi montré que les chameaux et les lamas ont le même ancêtre commun, estimé à il y a 25 millions d'années, soit bien avant que ce que donnait l'analyse des fossiles. Une étude génétique publiée en 2009 a finalement mis en évidence que le chameau sauvage et le chameau domestique, bien que génétiquement apparentés, constituent deux sous-espèces distinctes. Cette étude tend à considérer que le chameau de Bactriane et le chameau sauvage sont des espèces distinctes, qui se seraient séparées il y a 700 000 ans ; le chameau domestique ne descendrait pas du chameau sauvage actuel, mais d'une autre espèce de chameaux de Bactriane sauvages, qui n'a pas reçu de nom scientifique différent et est aujourd'hui disparue.

## Mode de vie et comportement

### Mode de vie

#### Vie en troupeau

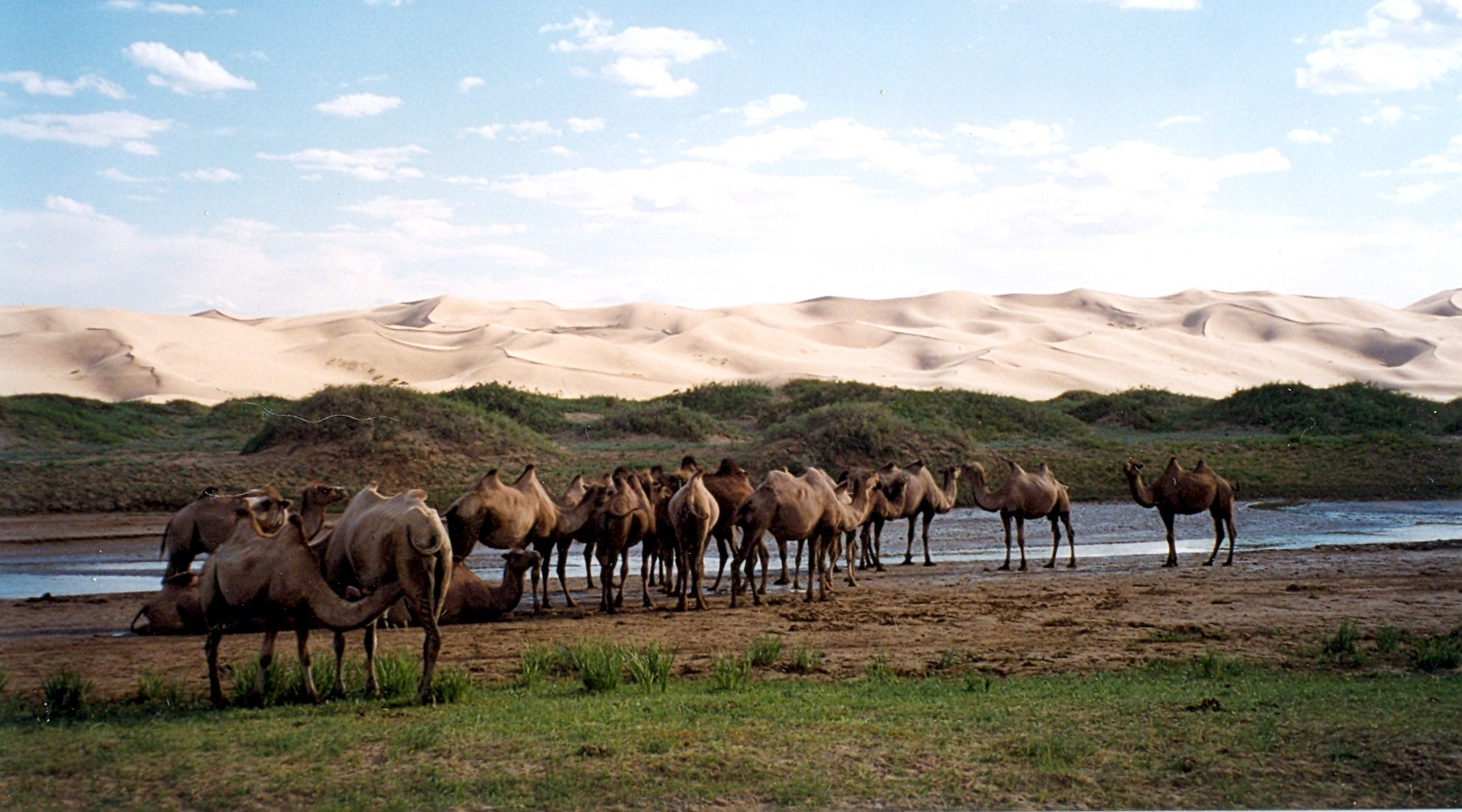
Troupeau de chameaux dans le désert de Gobi.

Chameau allant l'amble, animation de 1887.

Le chameau vit habituellement en troupeau de 5 à 20 têtes (parfois jusqu'à 30) composé principalement de femelles et de petits ; le chef est le mâle dominant. Des jeunes mâles sexuellement matures peuvent parfois être conservés au sein des troupeaux, mais cela n'arrive jamais pendant la période de rut,. Il peut vivre jusqu'à 40 ans.
Le chameau est actif pendant le jour ; pendant la nuit, il dort ou est moins actif, occupé à ruminer. Pendant les tempêtes, le chameau peut rester allongé immobile pendant quelques jours. Par temps de pluie, il essaye de s'abriter sous des arbrisseaux ou dans des ravins, et par forte chaleur, il marche volontiers en haletant et en s'éventant de sa queue pour faire chuter la température de son corps.
Le chameau domestique a tendance à être « lâche, stupide et apathique », comme le caractérisait Prjevalski ; confirmant ces défauts, Brehm ajoute qu'il est obstiné et peut faire preuve de méchanceté, mais qu'il est sensible à la musique. Cependant, d'autres sources considèrent que ces défauts sont dus au comportement du chamelier, et que le chameau est en réalité intelligent, doux et fidèle. Il est capable en circonstances extrêmes de courir jusqu'à 65 km/h sur de courtes périodes. Le chameau va à l'amble, c'est-à-dire qu'il marche par bipèdes latéraux, en déplaçant alternativement ses membres antérieur et postérieur droits, puis ses membres antérieur et postérieur gauches.

#### Marronnage
Des cas de marronnage (retour à l'état sauvage) du chameau de Bactriane ont été rapportés ; de retour à l'état sauvage, le chameau adopte une structure sociale similaire à celle observée chez le chameau sauvage de Tartarie, se regroupant en troupeaux de 5 à 20 individus constitués d'un mâle dominant, de femelles et de jeunes, les autres mâles étant exclus et vivant seuls.

### Alimentation

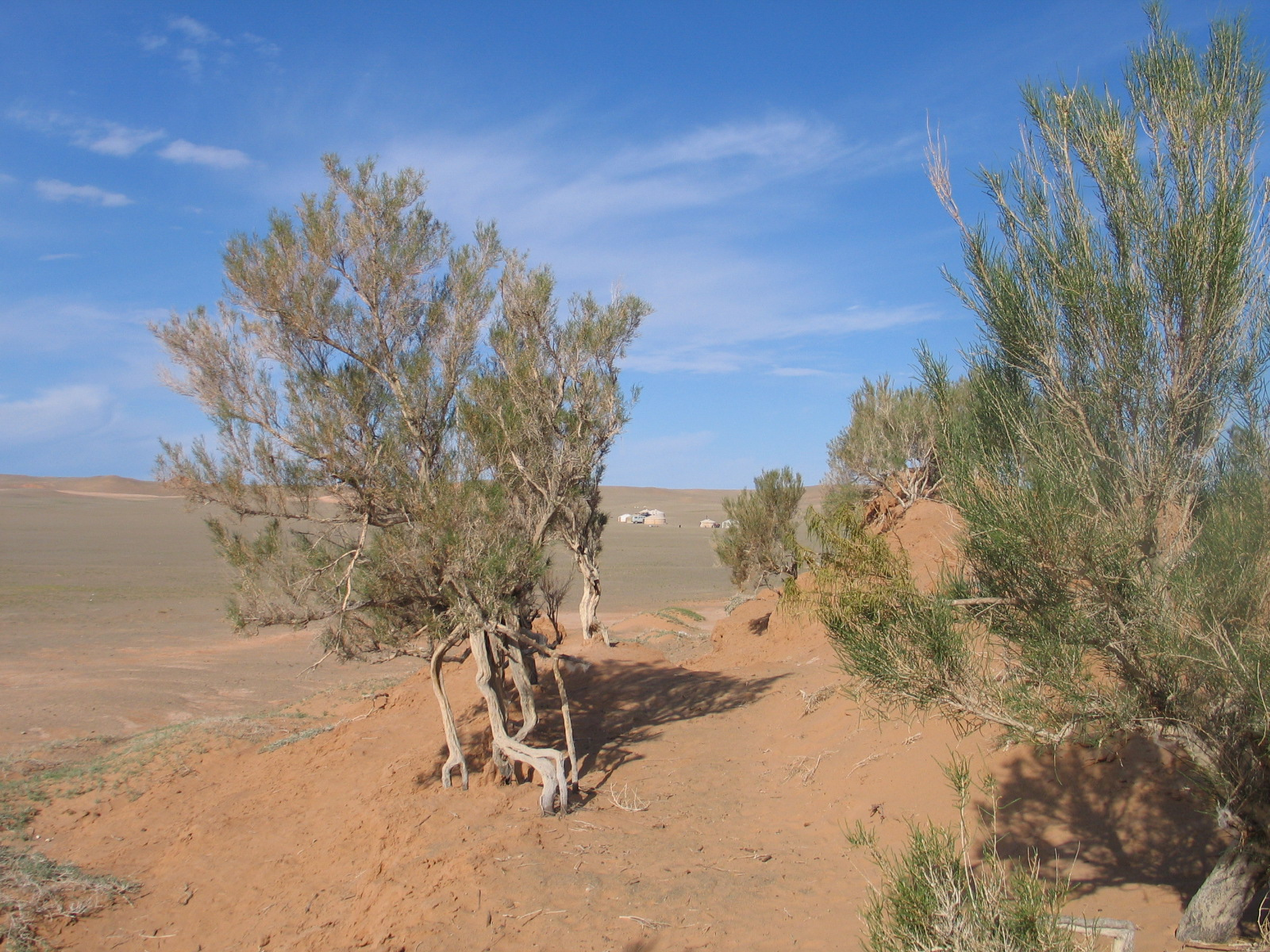
Buissons de Saxaoul dans le désert de Gobi, nourriture typique du chameau.

Le chameau est herbivore et, à l'instar du dromadaire, peut s'alimenter des nourritures les plus grossières et les moins nutritives. Il est capable de manger des plantes pourvues de telles épines qu'aucun autre animal ne peut les manger. L'alimentation du chameau comporte 33 types de plantes parmi les 50 de la flore désertique du Kazakhstan. Les principales plantes consommées par le chameau dans les pâturages naturels du Kazakhstan sont la stippe, la fétuque, la Folle avoine (Avena fatua), l'armoise, et en zone désertique, le Saxaoul (Haloxylon ammodendron) et les tamaris.
Quand il n'y a pas d'autre source de nourriture, les chameaux peuvent manger des os ou de la peau d'animaux ainsi que des préparations à partir d'os et de peau, et même du poisson.
Au contraire du chameau sauvage,, le chameau domestique ne peut pas boire de l'eau salée. Le besoin en sel du chameau est très élevé, c'est pourquoi il est recommandé de fournir aux chameaux domestiques des blocs de sel. Les camélidés, et en particulier le chameau, sont connus pour leur capacité à boire de grandes quantités d'eau en une seule fois ; en cas de déshydratation importante, le chameau de Bactriane est capable de boire plus de 100 litres d'eau en une fois.
Le chameau de Bactriane est capable de supporter la privation de nourriture sur une longue durée. Il est tellement adapté à une nourriture pauvre que, pour la santé du chameau domestique, la sous-alimentation permanente peut s'avérer meilleure qu'une alimentation complète. Le chameau n'est pas très regardant sur sa nourriture, ce qui facilite l'élevage des chameaux domestiques en conditions difficiles. Au sujet de la nourriture du chameau, Mikhail Ivanin (ru) écrit :

« [...] leur nourriture principale est faite d'herbes rustiques ; mais la composition de l'alimentation des chameaux domestiques peut contenir du foin, de la farine, de l'avoine, etc. Le chameau s'habitue à tout type de nourriture ; un de mes chameaux mangeait de la soupe, des biscuits, du sarrasin ; pour l'entretien du chameau, il faut chaque jour 30 livres de foin, et pour le dromadaire 20 livres. »

S'il est bien nourri, le chameau commence à engraisser, spécialement en automne,. Mais le chameau souffre plus en hiver que le cheval de la profondeur de la neige et surtout de la glace, qu'il ne peut pas percer pour atteindre les plantes qui sont dessous, étant dépourvu de sabot. C'est pourquoi les peuples nomades, notamment les Kazakhs, envoyaient paître leur bétail en hiver par vagues : d'abord les chevaux, qui grattaient la neige et la glace, puis les chameaux et les vaches, qui se contentaient de ce qu'avaient laissé les chevaux, et enfin les moutons.

### Reproduction
Le mâle comme la femelle devient sexuellement mature entre 3 et 5 ans. Les mâles sont en moyenne matures un peu plus tard que les femelles, parfois à 6 ans,. Quoi qu'il en soit, les premiers signes de dimorphisme sexuel chez le mâle apparaissent à partir de 3 ans.
Chez le chameau, le rut arrive en automne. Pendant cette période, le mâle se révèle très agressif. Il s'attaque aux autres mâles et tente même de s'accoupler avec eux, pousse constamment des cris bruyants et bave beaucoup. Il pousse des cris semblables au braiement et à des sifflements aigus tout en faisant sortir de sa bouche la peau de son palais pour intimider ses concurrents. Pendant le rut, le mâle dominant rassemble les femelles et ne les laisse pas se disperser. Dans cet état, le chameau mâle peut être dangereux pour l'homme et les animaux,. Dès l'apparition des signes de rut, les chameaux mâles sont souvent mis attachés ou isolés. En Mongolie, où les chameaux paissent souvent en liberté, on met sur le cou des mâles en rut un brassard rouge pour avertir les passants. Les mâles qui ne sont pas considérés comme aptes à la reproduction, ou destinés uniquement au labeur, sont habituellement castrés,. Il n'est pas recommandé de s'approcher sans précaution d'un chameau mâle non castré en période de rut, et le faire travailler peut s'avérer extrêmement difficile. Les mâles en rut se livrent fréquemment à des combats violents au cours desquels ils pressent leur adversaire au cou et essayent de le mettre au sol. Plus rarement, ils mordent leur adversaire (habituellement derrière la tête) ou le frappent avec leurs pattes ; il y a alors un grand risque que l'opposant reçoive une blessure grave, pouvant mener jusqu'à la mort. Dans les troupeaux de chameaux domestiques, seule l'intervention du berger peut sauver le chameau le plus faible. Il arrive que des chameaux sauvages attaquent un troupeau de chameaux domestiques, tuent les mâles et emportent les femelles, c'est pourquoi les bergers mongols du Gobi Trans-Altaï déplacent leurs troupeaux de chameaux dans les montagnes à distance du désert pour les protéger des chameaux sauvages.

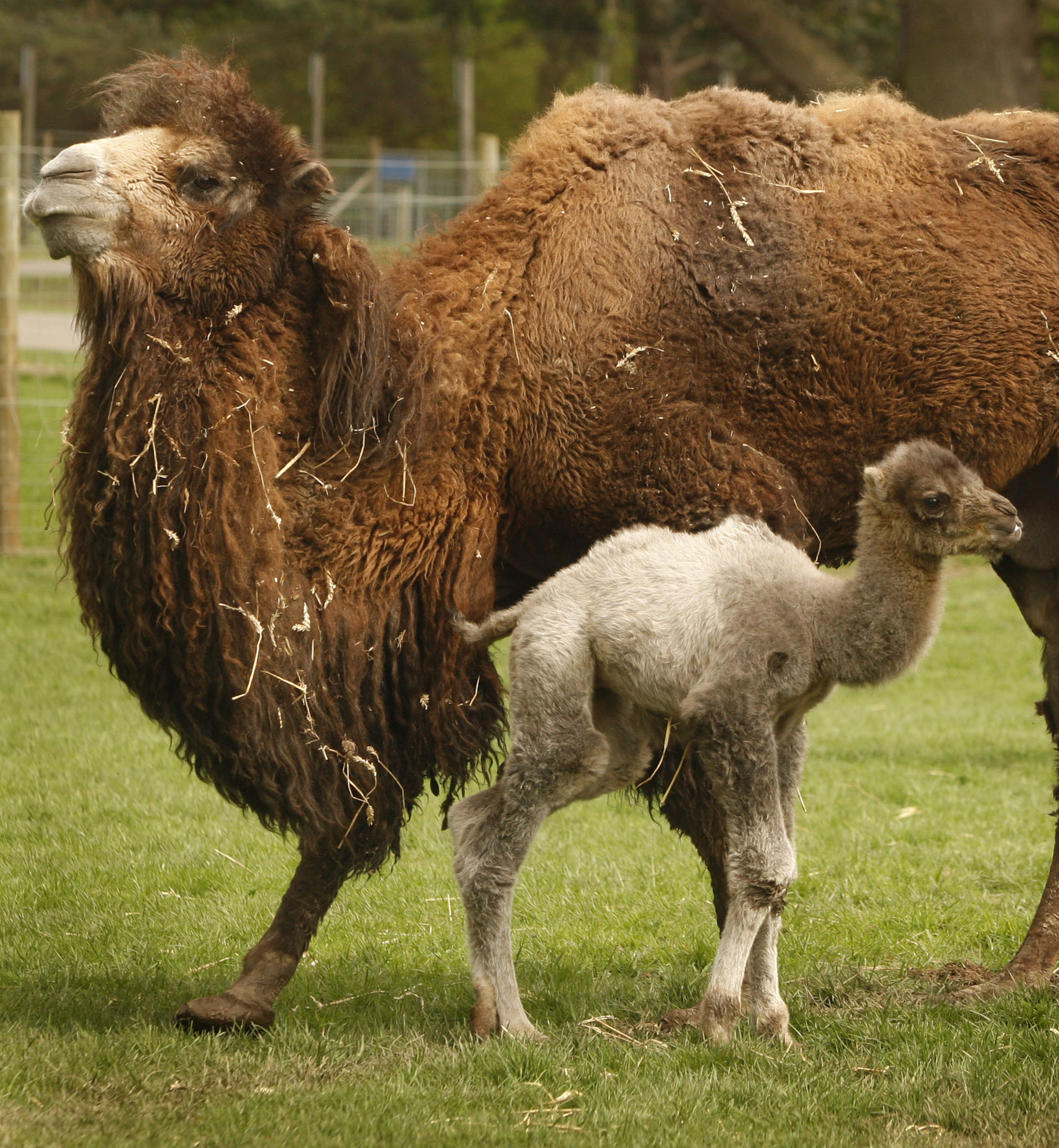
Chameau de Bactriane et son petit au Blair Drummond Safari Park.

Pendant le rut, les mâles utilisent leurs glandes du cou pour marqueur leur territoire, frottant leur nuque contre des pierres ou par terre. Ils aspergent aussi leurs pattes arrière et leur dos de leur propre urine en s'aidant de leur queue. La femelle fait de même. La femelle exprime qu'elle est prête à l'accouplement en fléchissant les genoux et en s'étendant devant le mâle (en décubitus). Immédiatement après le coït, qui dure 15 minutes en moyenne, le mâle se met en quête d'autres femelles ; un mâle suffit pour saillir entre 30 et 50 chamelles, voire jusqu'à 70. La chamelle présente une ovulation induite, c'est-à-dire que l'ovulation est provoquée par la présence de semence dans le vagin. C'est le sperme, et non les spermatozoïdes, qui déclenche l'ovulation. La quantité minimale requise de semence pour déclencher l'ovulation est d'environ 1,0 ml,.
La femelle peut mettre bas tous les deux ans. Elle donne naissance à un chamelon, parfois deux, mais très souvent la gestation de deux chamelons finit par une fausse couche. La gestation de la chamelle dure 13 mois,, des délais de 360 à 440 jours, sont aussi indiqués. Les chamelons naissent au printemps, le pic de naissances se situant entre mars et avril. La chamelle peut mettre bas debout comme accroupie. La mise bas dure cinq heures. Le chamelon pèse à la naissance environ 36 kg (selon d'autres sources, en moyenne 45 kg) pour une taille au garrot d'environ 90 cm. Il est capable au bout de deux heures de suivre sa mère. L'allaitement peut durer jusqu'à un an et demi, voire deux ans, mais l'allaitement exclusif ne dure que 6 mois ; on considère que le chameau peut être sevré à partir de 4 mois, mais dans la pratique, on laisse l'allaitement durer jusqu'à un an. Une particularité anatomique de la chamelle est que ses cornes utérines sont de longueurs différentes (la corne de droite est habituellement plus courte que celle de gauche de 8 à 14 cm), ce qui rend souvent difficile le diagnostic de la grossesse. Un gros fœtus, pouvant parfois peser 60 kg, ou un fœtus mal placé (notamment à cause de ses longues pattes) est souvent la cause de difficultés pendant la mise bas. Dans de telles conditions, il est parfois préférable d'intervenir (on cite des cas où quatre hommes tirant sur des cordes ont été nécessaires pour extirper un chamelon). Le chamelon est nettement plus petit que le bébé dromadaire, qui pèse environ 100 kg à la naissance.
Le chameau prend en général bien soin de sa progéniture, mais il existe des cas où la femelle rejette son petit et refuse de le nourrir. Le chamelon reste avec sa mère assez longtemps, jusqu'à sa puberté. Ce délai est plus long chez le chameau domestique que chez le chameau sauvage. Lorsque la puberté commence, les mâles commencent à se tenir à l'écart, formant des troupeaux de célibataires ; les femelles restent dans le troupeau de la mère.

## Parenté avec le dromadaire
Les plus anciens représentants des Camelidae vivaient en Amérique du Nord. Une partie d'entre eux a migré en Amérique du Sud, où l'on retrouve leurs descendants (lamas), et une autre est passée en Asie par la Béringie. Le chameau de Bactriane et le dromadaire (Camelus dromedarius) ont pu se différencier l'un de l'autre du temps où ils vivaient sur le continent américain : selon cette étude moléculaire, la séparation entre les deux espèces s'est produite il y a environ 8 millions d'années. Cependant, le registre fossile suggère une divergence bien plus récente car aucun fossile se plaçant dans cette divergence n'est antérieur au Pléistocène moyen (0,8 Ma). Il est unanimement admis qu'il s'agissait initialement de chameaux, et que le dromadaire est plus tardif du point de vue de l'évolution des camélidés, parce qu'initialement, il se présentait avec deux bosses. Or, conformément à la théorie de la récapitulation, la forme à une seule bosse apparaît seulement à un stade de développement ultérieur,.

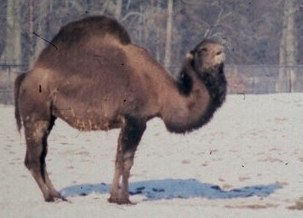
Turkoman (nar) au zoo de Whipsnade.

La proximité entre le dromadaire et le chameau de Bactriane se manifeste pleinement par leur capacité à se croiser et produire des hybrides. L'hybride du chameau et du dromadaire est appelé turkoman ou nar. L'apparence extérieure du turkoman est similaire à celle du dromadaire : il a une large et unique bosse, de la taille de deux bosses du chameau fusionnées, parfois séparées par un petit creux. Les hybrides sont non seulement parfaitement viables, mais également souvent fertiles (fait rare pour des animaux hybrides), même si leur descendance est faible et sensible aux maladies. Les nars, comme cela arrive dans d'autres cas d'hybridation (phénomène d'hétérosis), sont plus grands que chacun de leurs parents, atteignant des tailles jusqu'à 250 cm au garrot et des poids allant jusqu'à 1 000 voire 1 100 kg, et sont par conséquent significativement plus robustes,. C'est la raison pour laquelle les turkomans sont souvent utilisés en Asie dans les régions où l'on trouve facilement des chameaux et des dromadaires, en Ouzbékistan, au Turkménistan et au Kirghizistan, mais aussi en Afghanistan, en Iran et en Turquie. Les turkomans mâles sont en règle générale castrés, mais les femelles peuvent être utilisées pour des croisements ultérieurs. Le produit du croisement entre le turkoman et le chameau de Bactriane (appelé en kazakh : коспа́к) a une apparence proche de celle du chameau.
Par le passé, les scientifiques considéraient le turkoman comme un dromadaire, et il porte le nom de Camelus dromaderius hybridus J. Fisher, 1829.

## Prédateurs, maladies et parasites

### Prédateurs
Même si de nos jours l'habitat du tigre (Panthera tigris) et celui du chameau de Bactriane n'ont plus de territoire commun, par le passé, alors que les tigres étaient beaucoup plus nombreux et se rencontraient en Asie centrale, ces derniers attaquaient les chameaux domestiques comme sauvages. Sa corpulence ne permettait pas au chameau d'échapper au tigre ; on relate le cas assez connu d'un tigre ayant tué un chameau pris dans un marais salé, d'où plusieurs hommes n'avaient pu le tirer, et qui avait réussi à le traîner sur 150 pas. Les attaques des tigres sur les chameaux ont été une des raisons de la persécution des tigres par les hommes dans les régions d'élevage du chameau.
Un autre prédateur redoutable du chameau est le Loup gris (Canis lupus), qui, bien que menaçant davantage les chameaux sauvages, représente également une menace significative pour les chameaux domestiques.

### Maladies
Le chameau est très sensible à différentes maladies. Parmi les maladies infectieuses du chameau, on retrouve fréquemment la tuberculose, dont les animaux souffrent en présence d'humidité, et le tétanos, qui survient à la suite d'une blessure. Une baisse de l'immunité et le contact avec des spores de champignons peuvent conduire le chameau à développer des mycoses de la peau, avec une prédominance des dermatophytoses.
D'autres maladies sont décrites chez le chameau. Il existe des contaminations particulièrement dangereuses de différents vers microscopiques (nématodes), dont certains sont des parasites du chameau exclusivement, comme Dictyocaulus cameli, qui occupe l'appareil respiratoire et cause une dictyocaulose. Les animaux sont infectés à partir de pâturages humides et de points d'eau stagnante. L'occurrence de cette maladie est majoritairement au printemps et en été. Le plus souvent, l'infection touche des chameaux adultes, alors que les jeunes entre un et trois ans sont moins affectés. Les animaux infectés de vers toussent, ont des écoulements séro-glaireux des naseaux, et peuvent s'amaigrir. Il n'est pas rare que les animaux en meurent. Un autre nématode dangereux est Dipetalonema evanse, qui provoque la dipétalonémose et parasite le cœur, la cage thoracique, les vaisseaux sanguins, les poumons, et les appareils génitaux. L'infection se produit par le biais de piqûres de moustiques. Ce parasite peut vivre dans l'organisme du chameau pendant 7 ans. Des traitements contre ces maladies ont été élaborés, mais ils ne sont pas toujours efficaces.
Un autre nématode spécifique au chameau est Thelazia leesei, qui provoque la thélaziose (en), dont les symptômes sont une sécrétion à long terme de fluides à partir des yeux. Cette maladie peut être traitée avec succès.
L'estomac (et en particulier, l'une des chambres : la caillette) peut être parasité par le nématode Parabronema skrjabini. Les chameaux en sont infectés en avalant des mouches charbonneuses (Stomoxys calcitrans) infectées de larves de vers. Une fois dans l'organisme, les larves se développent lentement dans les muqueuses de la caillette, et c'est seulement en avril-mai de l'année suivante qu'elles sont matures. Un traitement relativement efficace de cette maladie existe également.
En cas d'élevage dans des conditions humides et de stalles pas assez propres, les chameaux peuvent développer une coccidiose. Cette maladie touche particulièrement les chameaux de cirque. De plus, chez les chameaux et les autres camélidés, le nouveau-né a un faible système immunitaire, ce qui augmente la mortalité infantile. Des vaccinations spécifiques ont été élaborées pour protéger les chameaux domestiques.
Le chameau est sujet aux infections de gros vers parasites, y compris les cestodes (ténia). Le chameau souffre souvent de parasites dermatoïdes, en particulier des anoploures et de différents acariens.

## Le chameau de Bactriane et l'homme

### Histoire de la domestication

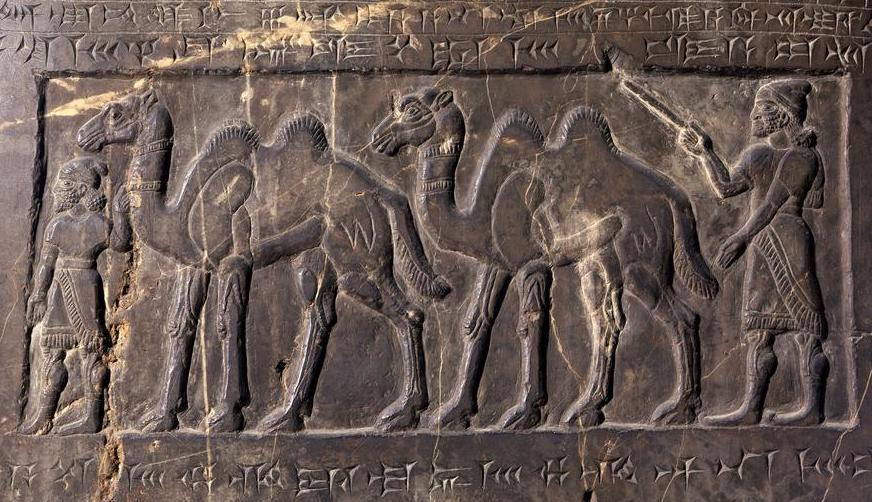
Représentation d'un chameau conduit par la bride par un homme, sur l'obélisque noir de Salmanazar III, 825 av. J.-C.

Les plus anciennes traces archéologiques d'élevage de chameaux remonteraient au VIe ou VIIe millénaire avant notre ère. Quoi qu'il en soit, la domestication du chameau est survenue avant le Ier millénaire avant notre ère. D'autres sources prouvent que la domestication s'est produite il y a environ 4500 ans. Les découvertes faites au cours de campagnes de fouilles sur les sites d'anciennes colonies à l'Ouest de l'Iran comprenant des vases contenant du fumier de chameaux de Bactriane et des restes de ses poils remontent à 2500 ans avant notre ère. 

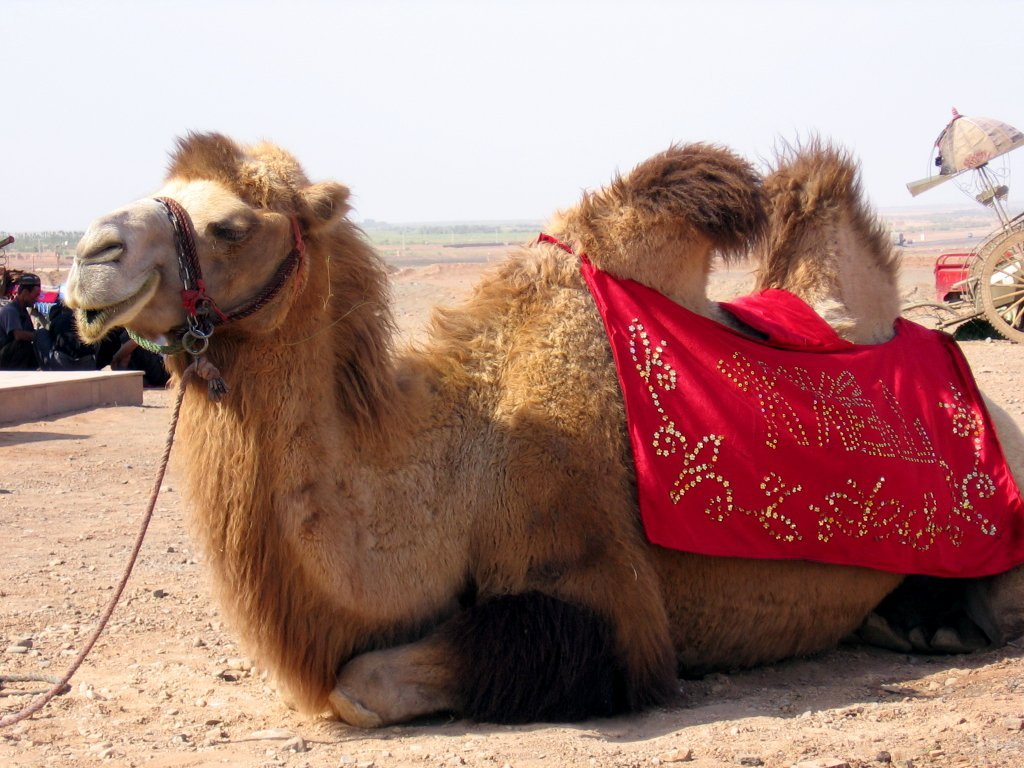
Un chameau de Bactriane domestiqué, avec son bât, près de Tourfan en Chine.

L'une des plus anciennes illustrations de la domestication du chameau est un bas-relief de l'Obélisque noir du roi assyrien Salmanazar III (IXe siècle av. J.-C.) qui représente l'animal conduit par la bride par un homme. D'autres illustrations ont été mises en évidence dans les ruines de la salle apadana du palais des Achéménides à Persépolis, et remontent au Ve siècle av. J.-C.
Le chameau de Bactriane était le principal moyen de locomotion le long de la route de la soie.
À la différence du dromadaire, le chameau est longtemps resté presque inconnu en Europe occidentale. Des témoignages relatent que les empereurs romains Néron et Héliogabale ont attelé des chameaux à leur char en tant qu'animaux rares et exotiques, mais dans l'ensemble, les Européens n'ont pas été confrontés au chameau avant le Moyen Âge. Différentes tentatives infructueuses d'acclimatation en Europe ont été menées, notamment en Espagne ; des chameaux ont pu être introduits en Toscane sous Léopold II.

### Élevage

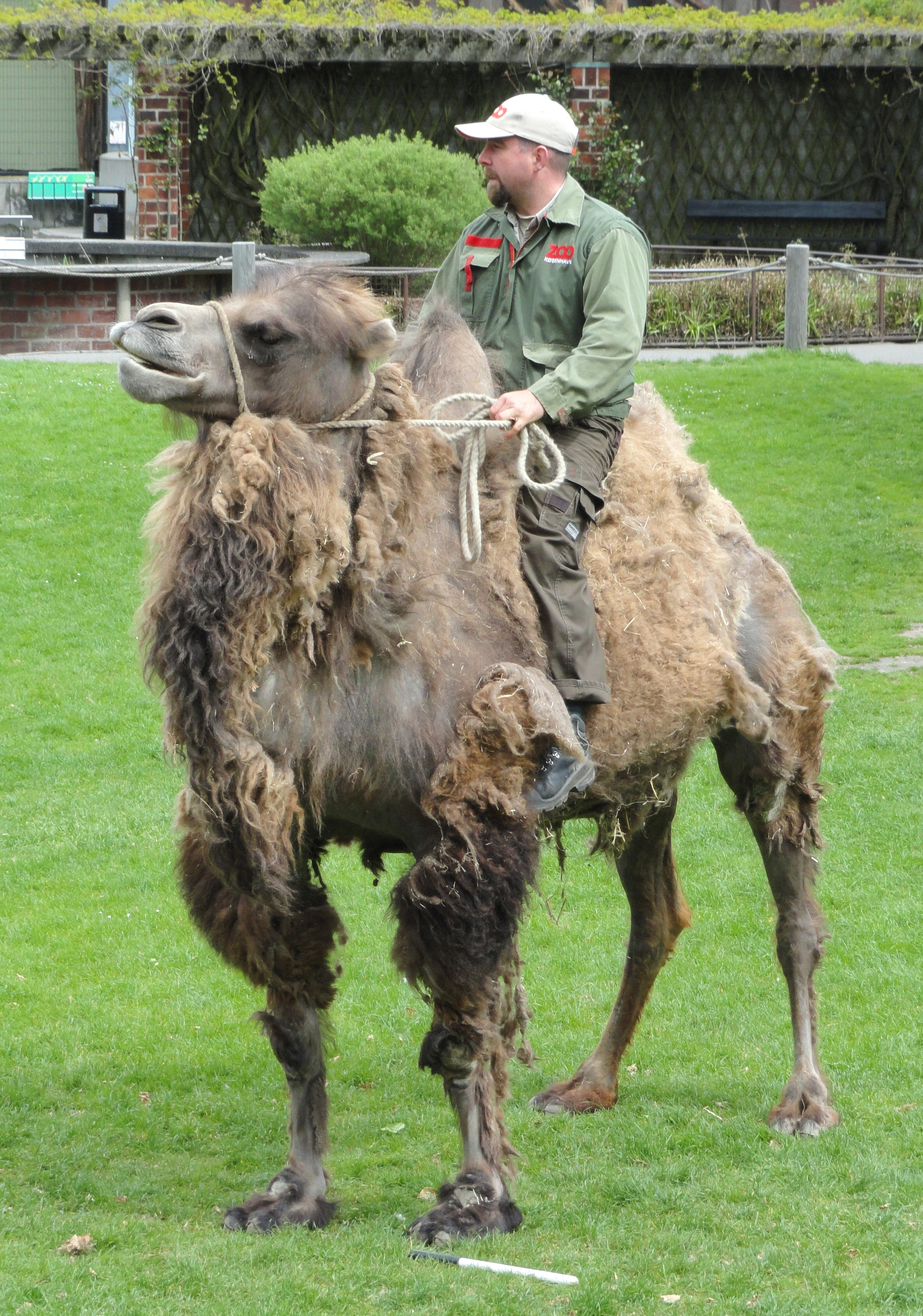
Le chameau de Bactriane peut servir de monture (ici au zoo de Copenhague).

Dans les régions où se développe l'élevage du chameau, ces derniers ont une valeur économique importante comme montures, bêtes de somme et de trait, mais aussi comme source de lait, de viande, et de cuir. Il était considéré comme un présent de valeur importante, et pouvait faire partie d'une dot. Dans le cadre des économies nomades ou semi-nomades, le chameau est laissé toute l'année en pâturage libre ; pour les sociétés sédentaires, dans les endroits où l'hiver est rude, on le protège dans une étable, ou sous un auvent (dans les régions du Sud). L'étable doit impérativement être sèche, et la litière (foin, herbes et joncs) changée régulièrement. En hiver, en cas de fort gel, on couvre parfois le chameau de couvertures de feutre.

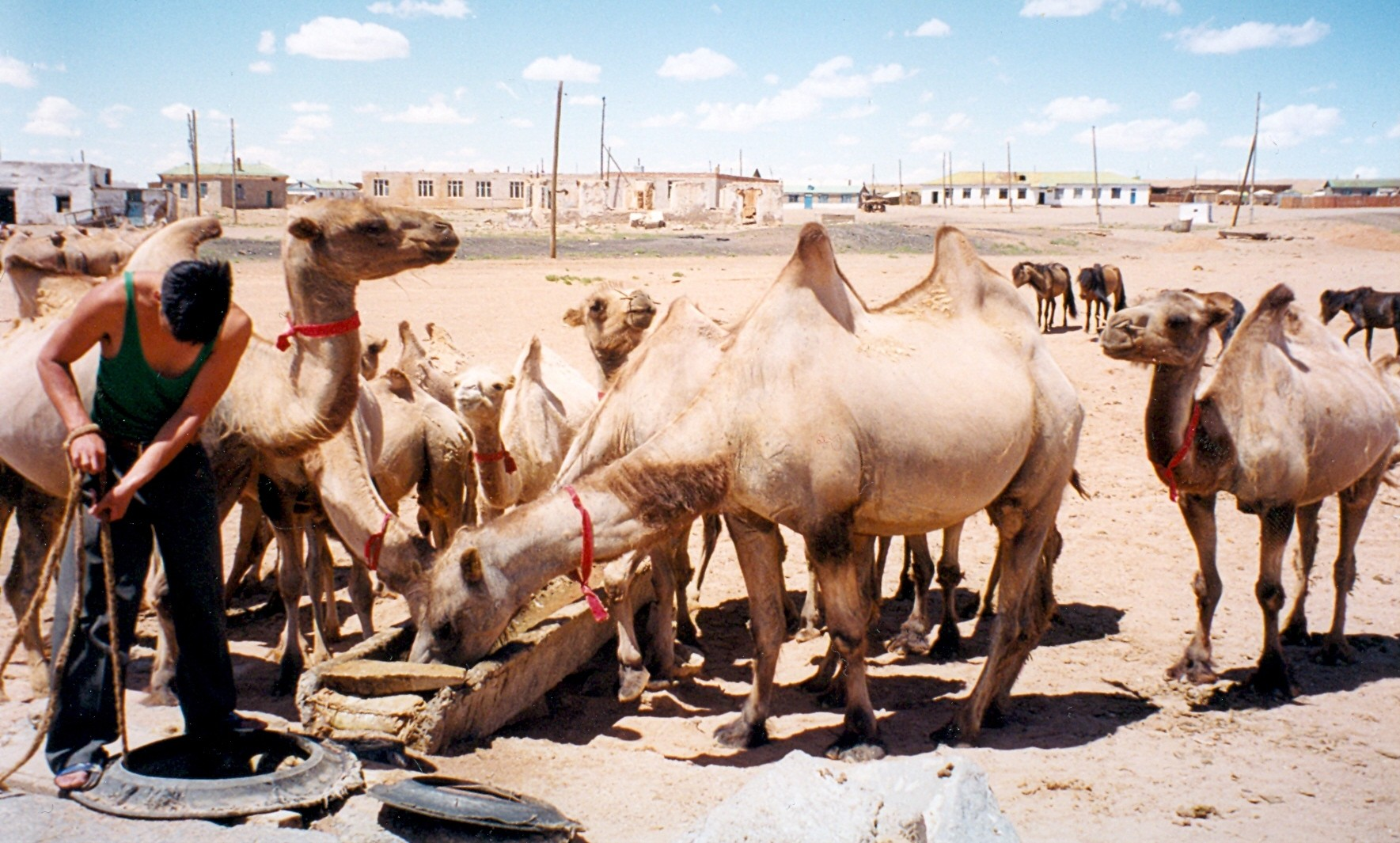
chameaux à l'abreuvoir au aïmag d'Ömnögovi, en Mongolie.

Le chameau employé pour le travail est estimé pour son endurance et son adaptation aux conditions extrêmes. Lors de long voyages, il peut parcourir 30 à 40 km par jour en portant un bât de 250 à 300 kg, c'est-à-dire pas loin de la moitié de son propre poids. En tant que monture, le chameau peut parcourir plus de 100 km par jour, entretenant une vitesse de 10 à 12 km/h. Un chameau de Bactriane chargé d'un bât marche à une vitesse d'environ 5 km/h, sensiblement moins vite qu'un équidé moyen, mais avec une endurance et une frugalité excédant de loin celles de n'importe quel cheval ou âne. Prjevalski avait noté que, là où un cheval tomberait d'inanition, le chameau se trouve encore assez nourri et ne souffre pas de la faim. Cette remarque concerne également l'adaptation du chameau aux basses températures. Un bon exemple en est l'utilisation du chameau par le passé pour le transport de marchandises destinées à l'industrie minière en Yakoutie. Le chameau est beaucoup plus souvent utilisé comme animal de bât que pour le trait, même si lorsqu'on l'attelle à une araba, il peut tracter une charge trois ou quatre fois supérieure à son poids propre. Le problème vient du fait que sur une mauvaise route, le chameau peut rapidement tomber et se blesser les coussinets. Sur une route humide, au contraire du cheval, il peut facilement déraper.
Diriger un chameau de Bactriane, selon certains auteurs, est substantiellement plus ardu que pour un cheval parce que le chameau est plus entêté et peut se cabrer sans raison apparente. L'entretien du chameau est également extrêmement délicat et requiert en moyenne plus d'attention et de minutie que celui du cheval. Il faut attendre que le chameau ait quatre ans pour le faire travailler constamment en tant que bête de trait.
La présence de deux bosses facilite beaucoup la pose du bât, et permet également à un cavalier de se tenir sans difficulté dans le creux entre elles. Pour cette raison, il n'est pas obligatoire d'utiliser une selle pour monter un chameau, même si le harnachement habituel en comprend une. Les peuples qui se servent du chameau utilisent différents types de selles. Poser un bât sur un chameau requiert un savoir-faire solide, parce qu'un bât mal ajusté peut blesser les bosses et le dos du chameau, au point que ce dernier devienne incapable de porter à nouveau un bât.

#### Types de chameaux
Selon les régions différentes races, ou à proprement parler, différents types de chameaux ont été développés. On considère qu'il existe sept types de chameaux :
- le chameau mandchou[89] ;
- trois types de chameaux kazakhs[90] selon leurs régions d'élevage : Oural-Boukeev, Kyzylorda et Sud du Kazakhstan[91] ;
- le chameau Gobi mongol[92] ;
- le chameau kalmouk[93] ;
- l'alxa[94] ;
- le sonid[95] ou sunith[96];
- l'Allah Shan[96].

Le type bikaner, développé en Inde, est en voie d'extinction.
En URSS, trois types de chameaux ont été développés (le kalmouk, le kazakh et le mongol), le plus remarquable étant le kalmouk. Les chameaux de ce type sont bien supérieurs aux autres en termes de taille, de masse, de fourrure et de production de lait,. L'histoire de l'apparition du type kalmouk remonte au premier quart du XVIIe siècle, quand les Kalmouks ont migré de la Dzoungarie vers le cours inférieur de la Volga, emmenant avec eux des bovins et des chameaux. La migration s'est avérée particulièrement dure pour les animaux, et seuls les chameaux les plus résistants ont survécu. De cette sélection naturelle sont issus les chameaux kalmouks, et leurs propriétés si différentes de celles des autres types. De plus, les chameaux kalmouks sont relativement peu répandus, puisque 90 % des chameaux de la Communauté des États indépendants étaient de type kazakh. Le type kalmouk est aujourd'hui considéré comme en voie d'extinction. En Transbaïkalie, on rencontre essentiellement une variante de type mongol.

#### Distribution et régions d'élevage du chameau de Bactriane domestique

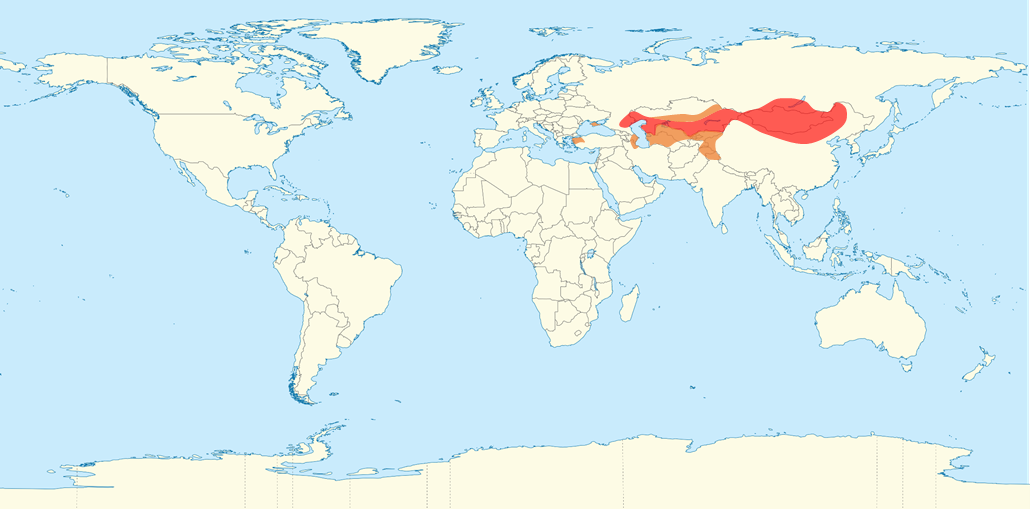
Aire de répartition mondiale des principales zones d'élevage du chameau de Bactriane :
régions d'élevage les plus considérables ;
régions d'élevage de moindre importance.

Aire de répartition du chameau sauvage de Tartarie.

L'aire de répartition du chameau domestique s'étend de la Turquie à la Chine. Le chameau domestique est inhérent à l'Asie centrale. C'est l'un des animaux domestiques de base en Mongolie et dans les régions voisines de Chine (en Mongolie-Intérieure, au Xinjiang et dans la province du Gansu). Il y a de nombreux chameaux au Kazakhstan, au Kirghizistan et dans d'autres états d'Asie Centrale, où il est en concurrence avec le dromadaire (le chameau représente près de 59 % du cheptel camelin du Kazakhstan). La Crimée a aussi une tradition d'élevage de chameaux datant du XIIIe siècle. Enfin, on trouve le chameau en divers points du globe, car c'est un animal de cirque populaire. On le retrouve dans des parcs zoologiques. Quelques troupeaux sont élevés en France.
Il est difficile d'établir un recensement exact de la population mondiale de chameaux domestiques. On estime généralement leur nombre à environ 2 millions, mais certaines sources indiquent jusqu'à 8 millions de têtes, quand d'autres estiment que la population est inférieure à 670 000 individus en Asie,. Contrairement à l'Afrique, où le dromadaire est en plein développement, l'Asie a vu sa population de camélidés décliner entre 1994 et 2004 ; le chameau de Mongolie est particulièrement menacé, le nombre de ses représentants étant passé de 450 000 à 250 000 têtes depuis 1990.
La population la plus importante de chameaux domestiques se trouve en Chine, où l'on estime qu'il y avait en 2005 environ 270 000 têtes. Le chameau a depuis la nuit des temps une signification spéciale pour les mongols, pour qui il est l'une des « cinq figures », animaux élevés traditionnellement par les nomades (aux côtés du cheval, du yack, du mouton et de la chèvre). Encore de nos jours, en dépit des avancées techniques, le chameau assure environ un tiers des transports de marchandises à travers le désert de Gobi. En 2008, il y avait plus de 260 000 chameaux ; cette quantité est cependant en diminution constante à mesure que le nombre d'automobiles augmente (en 1954, il y avait près de 900 000 chameaux, et en 1985, un peu moins de 600 000).

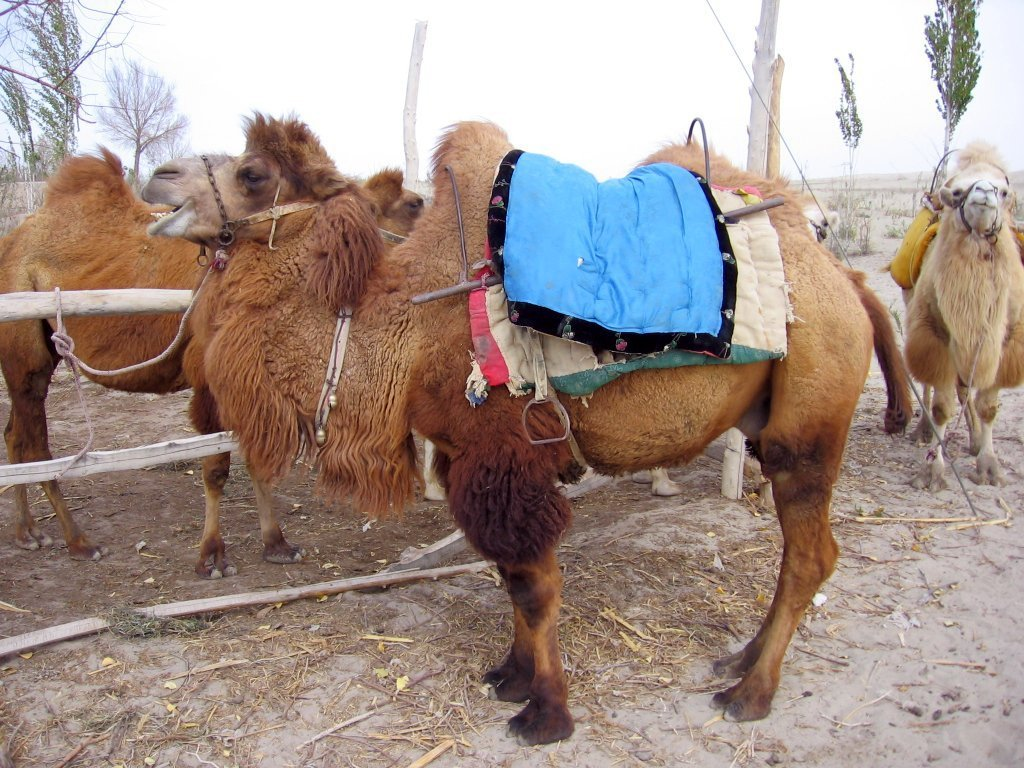
Un chameau sellé dans la région de Yarkand.

Sous l'Union soviétique, l'élevage du chameau (comme l'élevage camelin) était un secteur de l'élevage assez développé en particulier dans les républiques socialistes soviétiques kazakhe et kirghize, ainsi que dans les régions de steppes de la RSFS de Russie (en RSSA, dans l'oblast autonome de Touva et les oblasts d'Astrakhan, de Volgograd et de Tchita). À la fin des années 1960, le chameau représentait 44 % des camélidés domestiques d'URSS, comptant 264 000 têtes (les dromadaires représentaient 34 %, et les turkomans 22 %). De nos jours, en Russie, l'élevage de chameaux le plus significatif se trouve en Bouriatie, où il se pratique jusqu'au 55e parallèle nord.
On compte environ 200 000 chameaux au Kazakhstan en 2009. La production de lait et de lait fermenté y est considérée comme un secteur extrêmement prometteur par les autorités, et fait l'objet de programmes gouvernementaux spéciaux.
Outre les pays où était traditionnellement élevé le chameau, on peut citer la Nouvelle-Zélande et les États-Unis, où le chameau est présent dans certaines régions depuis longtemps ; en 1860, 15 chameaux ont été amenés aux États-Unis pour le transport du sel à travers les déserts. On peut noter la présence d'élevages au Pakistan et en Iran, même si le type de chameau caractéristique de ce dernier pays est en voie d'extinction.
En Inde, dans la région du Ladakh, le chameau de Bactriane fut autrefois employé pour le transport de marchandises et de voyageurs dans les convois caravaniers. Avec une population estimée entre 350 et 400 individus en 2020, le chameau de Bactriane y connaît une remise en valeur récente à des fins militaires, après plusieurs décennies d'absence de débouchés économiques (hors tourisme) due au conflit frontalier sino-indien. Ceci est soutenu par l'établissement d'un programme d'élevage spécifique de l'armée indienne, entrepris par le DRDO pour un usage en monture et animal de portage.

### Produits issus de l'élevage de chameau

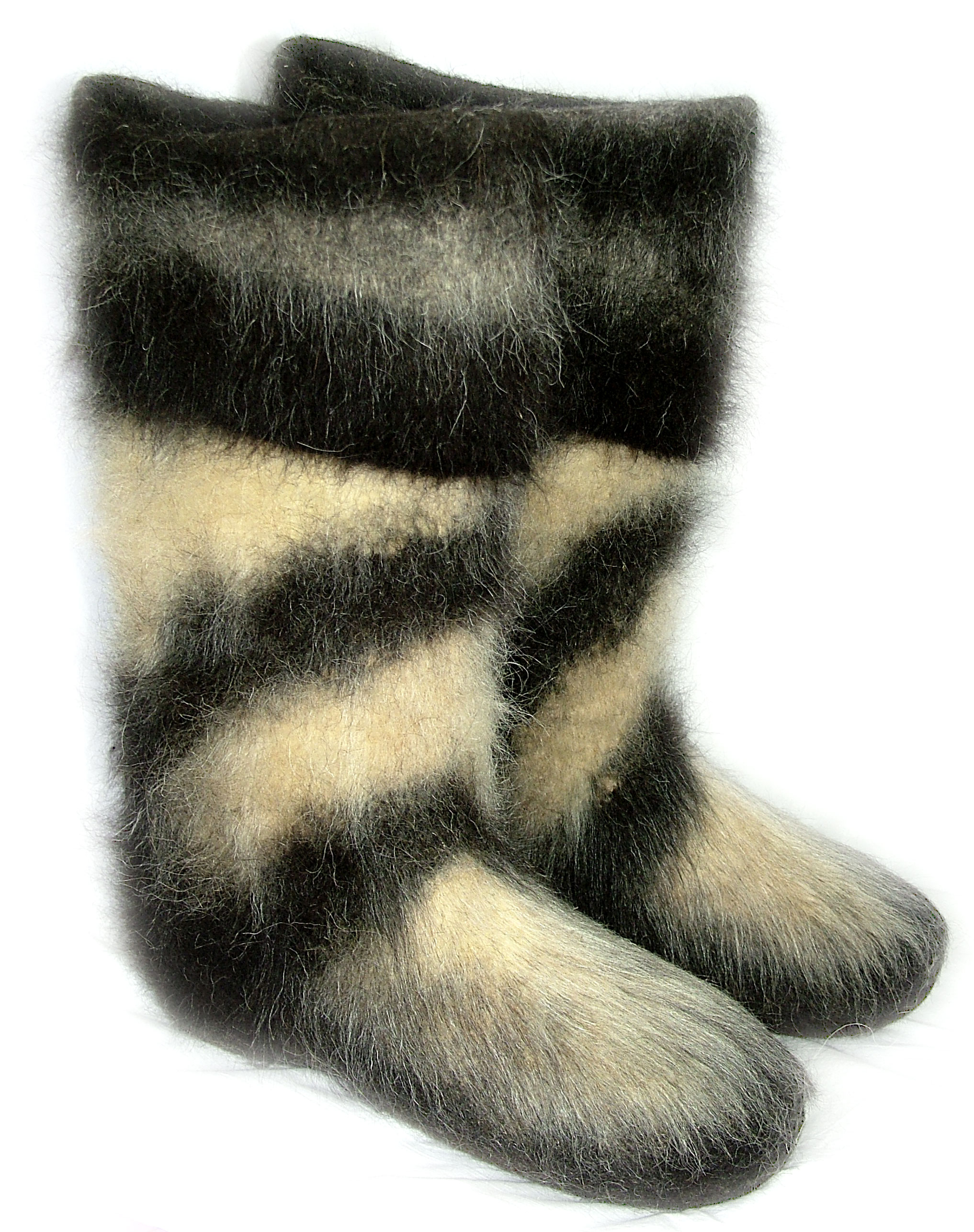
Valenki en fourrure de chameau.

Outre son utilité comme animal de bât, le chameau a toujours été élevé pour sa production de laine, de lait et de viande : on pense que c'est ce qui a permis à l'homme de survivre dans les conditions difficiles du désert. Dans certaines régions, ses excréments sont d'ailleurs la seule source de combustible

#### Viande et graisse
La viande du chameau est complètement comestible, et celle des jeunes chameaux est même savoureuse. Cependant, chez les Bouriates et les Mongols, elle est un peu moins chère que la viande de cheval ou de mouton (ces peuples estiment traditionnellement que le cheval et le mouton sont des animaux au souffle « chaud », et donc meilleurs pour la santé que le yak, la chèvre et le chameau, au souffle « froid »). Le goût de la viande de chameau rappelle celui du gibier, mais avec un arrière-goût douçâtre, en raison de la présence de glycogène, et la graisse est similaire à celle de l'agneau. En tant qu'animal élevé pour sa viande, le chameau engraisse bien ; le rendement de viande se monte à 50 à 60 % (selon les données de la FAO, entre 52 et 77 %), sachant que la carcasse écorchée du chameau adulte peut peser ponctuellement jusqu'à 620 kg, même si la carcasse de la femelle et du petit est beaucoup moins massive. La viande du chameau adulte, cependant, est plus coriace que la viande bovine, très fibreuse, et rappelle par son apparence la viande d'un vieux bœuf ayant beaucoup travaillé, c'est pourquoi on abat habituellement pour leur viande des chameaux de moins de deux ans et demi. La viande de chameau est peu utilisée en dehors des régions où se pratique l'élevage de chameau ; cependant, là où l'élevage camelin est un élément important de la culture nationale, la viande de chameau est considérée comme un produit alimentaire important. Divers plats nationaux sont préparés à partir de viande de chameau fraîche ou salée (par exemple, la viande de chameau peut être utilisée pour le Beshbarmak).
La graisse des bosses du chameau est aussi un produit alimentaire important. Dans différents endroits du monde, on la mange crue immédiatement après l'abattage, quand elle est encore chaude (c'est alors considéré comme un régal), mais une fois refroidie, elle est bonne à jeter. Chez les Kazakhs, elle est considérée comme un mets particulièrement honorifique.

#### Laine
La laine de chameau est une matière première très précieuse (en particulier le duvet). Les ouvrages en laine de chameau, grâce aux propriétés uniques de cette dernière, se caractérisent par un pouvoir isolant exceptionnel. La laine du chameau est utilisée pour les objets devant être utilisés dans les conditions les plus froides et les plus sèches, par exemple les vêtements pour les astronautes, pour l'exploration polaire ou pour la plongée professionnelle,.

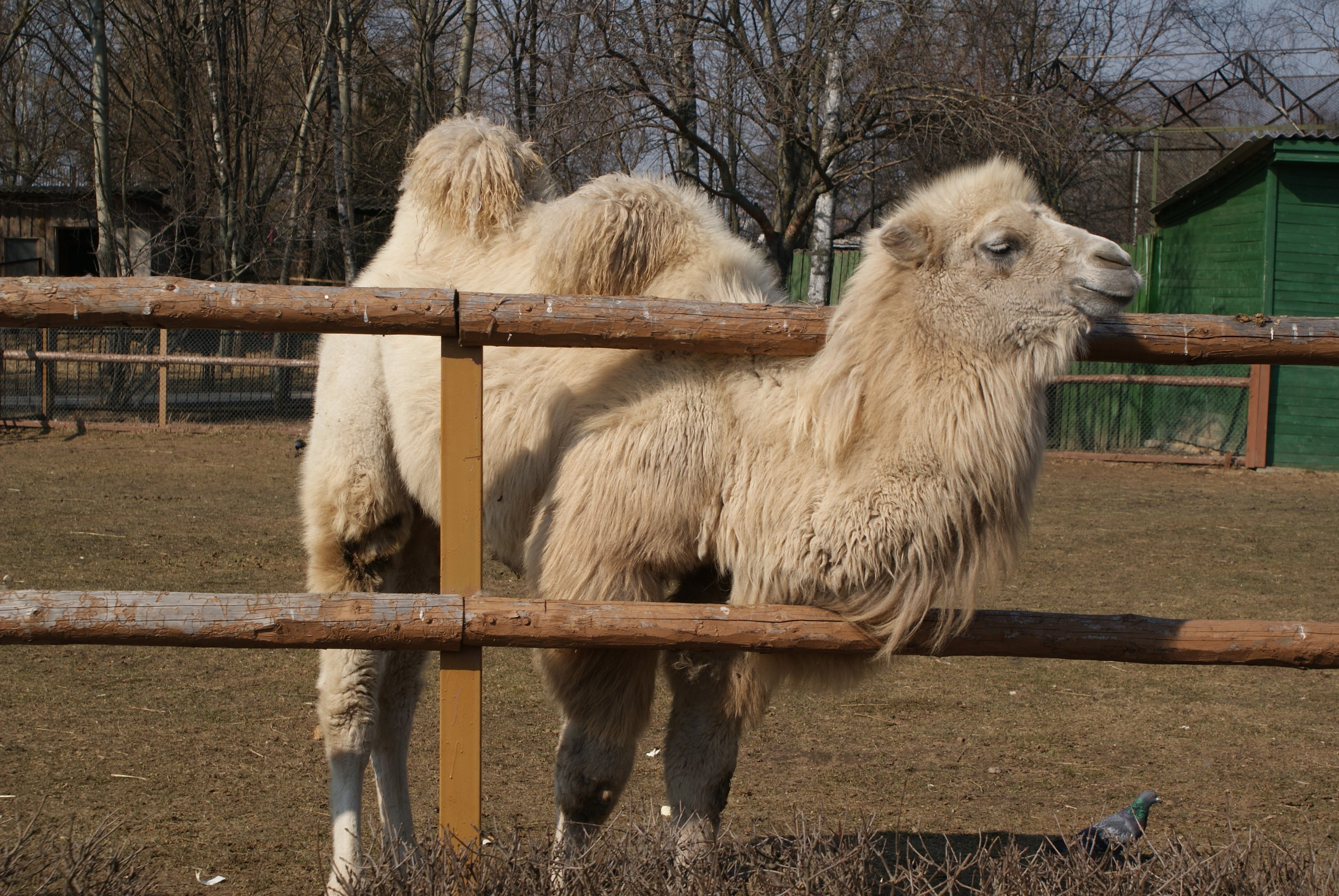
chameau blanc au zoo de Minsk. La laine d'un chameau de ce type est particulièrement précieuse.

La tonte d'un chameau permet de récolter entre 6 et 10 kg de laine (par comparaison, la tonte d'un dromadaire ne rapporte qu'entre 2 et 4 kg, et a des propriétés moins intéressantes), en comptant la laine récoltée par tonte sur l'animal aussi bien que les poils ramassés après la mue. Les chameaux de race kalmouke peuvent produire jusqu'à 13 kg de laine. Un adulte de 5-6 ans produit deux fois plus de laine qu'un jeune d'un an. À partir d'un kilogramme de laine, on peut tisser une étoffe de 3,5 à 4 m2, ou un peu plus de deux chandails tricotés.
La laine de chameau est très serrée. L'épaisseur des poils est en moyenne de 20 à 23 micromètres (selon les données sur la laine des chameaux élevés dans les régions désertiques des États-Unis, les poils des chameaux ont une épaisseur comprise entre 6 et 120 micromètres, soit en moyenne 18 à 19 micromètres d'épaisseur). Elle correspond approximativement à l'épaisseur de la laine des meilleurs mérinos à laine fine. La laine de chamelle est beaucoup plus douce et fine que celle du mâle.
On tond le chameau une fois par an pendant la période de mue, entre mai et juin, par temps beau et chaud. Les ouvrages en laine de chameau ne doivent de préférence pas être teints, afin de préserver les propriétés de la laine. La laine la plus précieuse est celle de couleur crème. En raison de la relativement petite quantité de laine produite par le chameau, celle-ci se situe parmi les laines d'animaux domestiques les plus chères,. En Mongolie, la laine de chameau représente 17 % de toute la production de laine, même si les chameaux ne constituent que 2 % des animaux domestiques du pays.

#### Lait
Le lait de chamelle est aussi très apprécié par les peuples d'Asie. Il est plus gras que le lait de vache (pas moins de 5 à 6 %), mais le rendement de la chamelle est bien inférieur à celui de la vache. Une chamelle produit en moyenne 5 litres de lait par jour, et jusqu'à 15-20 litres par jour au maximum ; la production est en moyenne de 500 à 600 L par an (plus de la moitié étant produite pendant les premiers 6 mois d'allaitement). Une chamelle bien nourrie peut produire entre 5 000 et 7 500 litres de lait par lactation. Pour obtenir du lait, il est nécessaire que la chamelle ait mis bas un chamelon.
Le lait de chamelle a un goût sucré assez prononcé (avec une teneur en sucre allant jusqu'à 5 %,), qui peut varier en fonction de l'alimentation et de la quantité d'eau disponible. Le lait cru a une « odeur de chameau », caractéristique des sécrétions cutanées du chameau, qui peut se révéler désagréable au premier abord. Pourtant, on considère que le lait de chamelle a des propriétés utiles et même curatives en raison de sa haute teneur en protéines, en lipides, en phosphore et en calcium, et en vitamine C. Le lait de chamelle fermenté, connu sous le nom de shubat (et similaire au koumis), est assez populaire parmi les peuples turcophones d'Asie Centrale. Grâce à la grande quantité de sucre qu'il contient, le lait de chamelle fermente bien, mais ses matières grasses ont un goût amer.
Le lait de chamelle pourrait avoir un débouché intéressant dans l'industrie du cosmétique.

#### Cuir
Le cuir de chameau trouve diverses utilisations dans les régions d'élevage de chameaux. La peau du chameau adulte est épaisse et grossière, mais elle convient pour des ouvrages tels que des chaussures, des fouets, des ceintures, etc,.

#### Fumier
Le fumier du chameau est utilisé comme combustible. Les excréments frais du chameau sont déjà si secs qu'ils peuvent convenir avec un pré-séchage préalable minime (à la différence, par exemple, du fumier de vaches ou de Buffle d'eau (Bubalus bubalis), qui est également utilisé comme combustible). Les excréments de chameau produisent une petite flamme homogène, très chaude et presque sans fumée. Un chameau produit jusqu'à 950 kg de fumier par an.

### Utilisation du chameau en temps de guerre

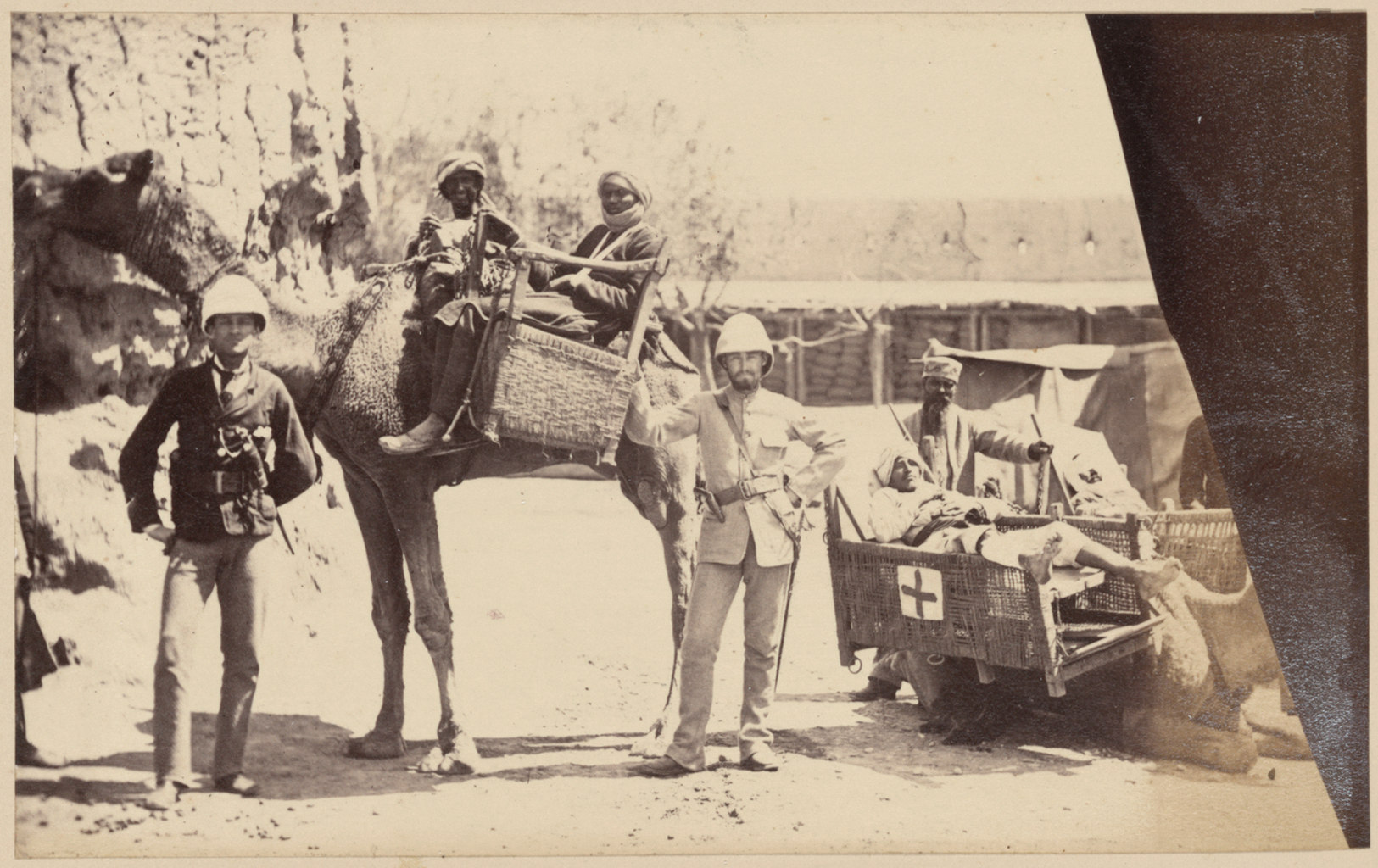
Chameau transportant des soldats blessés en Afghanistan, entre 1878 et 1880.

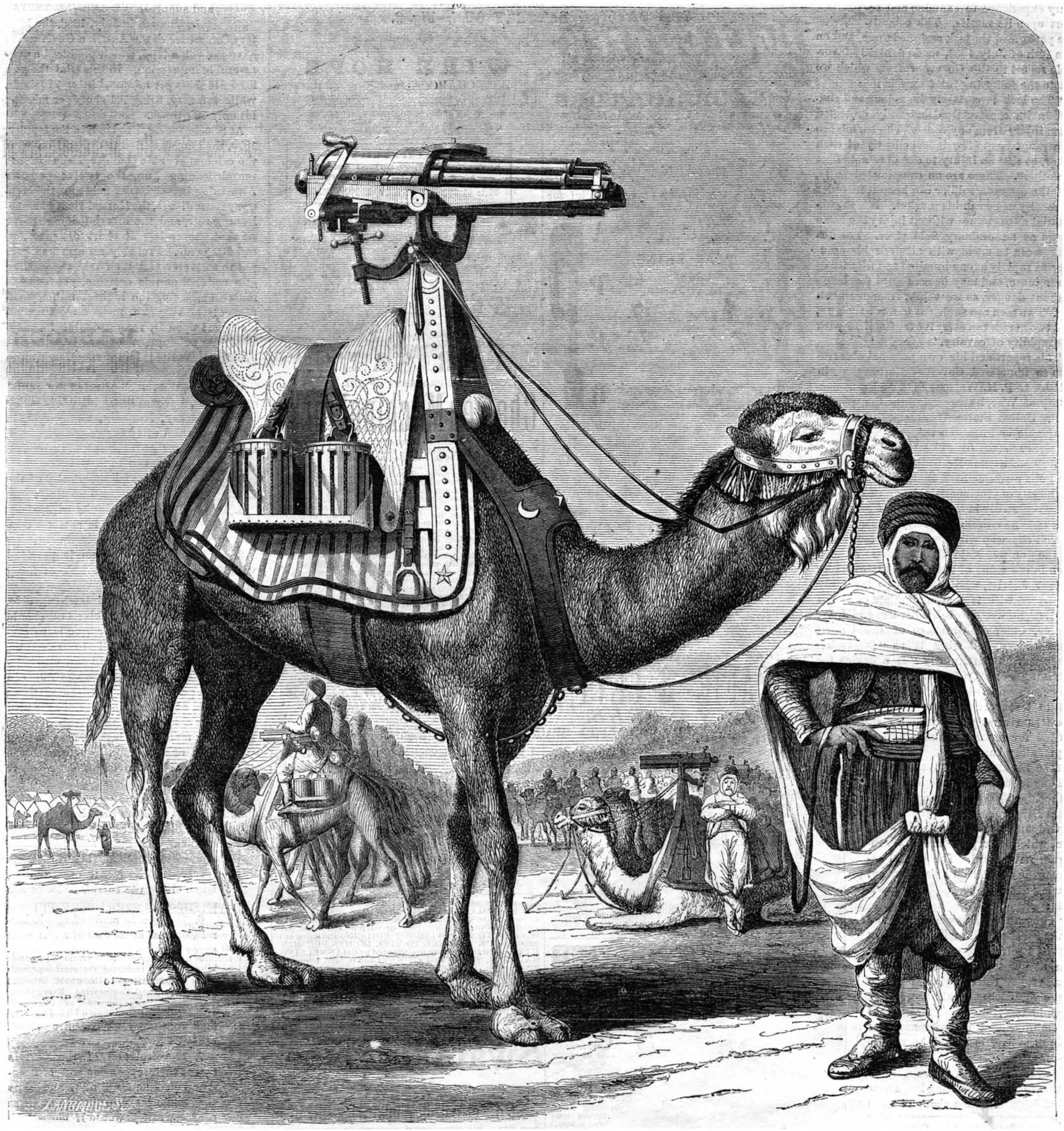
Dessin commercial d'un chameau portant une gatling (1872).

En temps de guerre, le chameau de guerre n'a été utilisé directement en tant que monture pour la cavalerie que très rarement (plus rarement encore que le dromadaire). Les armées russes des XVIIIe et XIXe siècles comportaient quelques unités de cavalerie de ce type, notamment du contingent kalmouk. Vladimir Dahl relate un fait intéressant à ce sujet : pendant la Grande guerre du Nord, la cavalerie suédoise fut mise en fuite lorsque apparut un bataillon kalmouk monté sur chameaux, parce que les chevaux suédois furent pris d'effroi à leur vue. Dahl, militaire expérimenté, estima que l'utilisation de cavaleries sur camélidés lors de guerres européennes était extrêmement prometteuse. Le chameau a aussi été utilisé en Perse chargé d'un canon et de munitions.
Le chameau a beaucoup plus souvent été utilisé comme animal de bât ou de trait. Les armées russes s'en sont beaucoup servi lors de leurs expéditions en Asie Centrale,. Des tentatives célèbres d'utilisation du chameau par l'armée à des endroits où il n'avait jamais mis le pied ont été menées. Ainsi, en 1855 aux États-Unis, des groupes de camélidés (chameaux de Bactriane et dromadaires) ont été amenés pour être utilisés en qualité de bêtes de bât pendant les guerres indiennes (la somme, considérable à l'époque, de 33 000 dollars avait été dépensée pour l'acquisition de ces animaux). Un corps de troupe spécifique avait été formé, l'US Camel Corps, qui à la fin de son existence comptait 66 chameaux et était basé à Old Camp Verde (en) (au Texas). Cependant, les chameaux n'étaient pas populaires auprès des soldats à cause de leur caractère obstiné ; de plus, les chameaux faisaient peur aux chevaux. Au début de la guerre de Sécession, Camp Verde a été pris par les confédérés, ce qui a mis fin à l'existence du Camel Corps. Les chameaux ont été vendus, mais par la suite, une partie d'entre eux se sont échappés et sont retournés à l'état sauvage. Selon les témoignages, ces chameaux marrons ont pu être observés jusqu'aux années 1900, et même plus tardivement,.

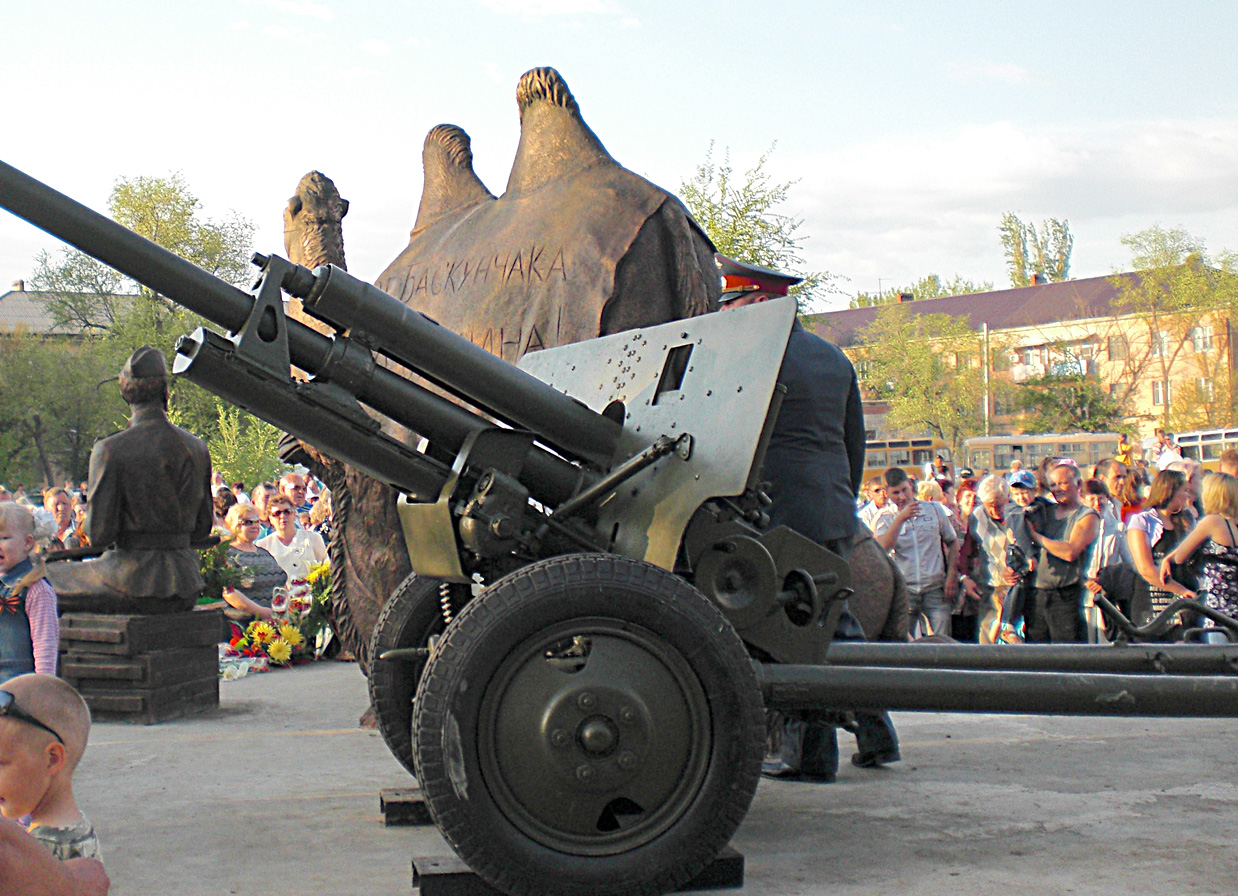
Monument d'Akhtoubinsk de 2010.

Les chameaux ont été activement utilisés comme animaux de bât et de trait par les armées soviétique et mongole au cours de la bataille de Khalkhin Gol en 1939. Certains pensent que l'utilisation de chameaux est un des facteurs ayant assuré la victoire aux forces mongolo-soviétiques, parce que les tracteurs routiers des Japonais n'étaient pas fiables et tombaient souvent en panne, alors que les chameaux assuraient pleinement les tâches assignées par l'armée.
Les chameaux ont aussi été utilisés comme animaux de trait au cours de la Grande Guerre patriotique. Un monument (ru) a été érigé à Akhtoubinsk en 2010, représentant les deux chameaux ayant servi à tracter l'un des premiers canons à avoir ouvert le feu sur la chancellerie du Reich.

### Le chameau dans la culture

Drapeau de l'oblast de Tcheliabinsk.

Le chameau de Bactriane figure sur les armoiries et le drapeau de l'oblast de Tcheliabinsk.

Le chameau est aussi représenté sur les confiseries russes « Kara-Koum (ru) ». Cependant, le chameau se rencontre rarement dans le désert du Karakoum, le dromadaire étant plus répandu au Turkménistan.
Certaines légendes d'Asie centrale (Mongolie ou Kazakhstan) évoquent le chameau d'orage, un chameau maléfique qui déclenche des orages en se baignant dans l'eau.

#### Le chameau dans la religion
Le chameau est régulièrement mentionné dans la Bible, où on lui donne une portée symbolique particulière ; cependant, un certain nombre de ses apparitions peuvent être considérées comme anachroniques.
Le chameau était une des formes de Verethragna chez les Iraniens, ou d'Indra chez les Hindous. Des fouilles ont révélé une représentation d'une divinité en forme de chameau ailé à Boukhara au VIIIe siècle.
On retrouve la figure du chameau sur de nombreux objets religieux des sakas, notamment des encensoirs ; le chameau y a une dimension cosmique.
Des squelettes de chameaux ont été retrouvés dans des tombes au Turkménistan. On retrouve également des statuettes de chameau dans les tombes des personnes aisées pendant la période Tang.

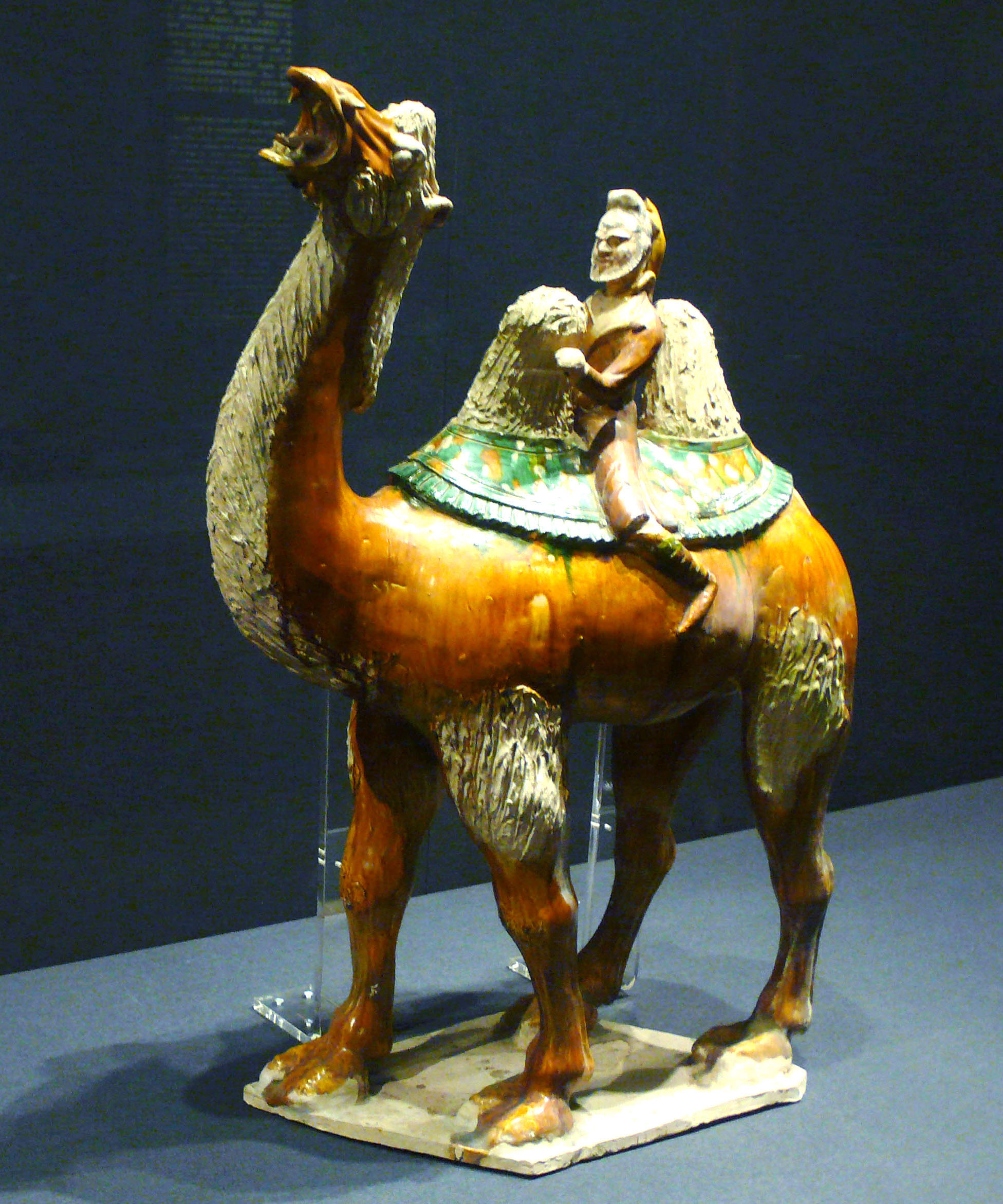
Céramique funéraire sancai de la période Tang représentant un négociant sogdien à dos de chameau.

#### Le chameau dans l'art
Le chameau est une image relativement fréquente en Asie Centrale. Les premières représentations datent du IIIe millénaire avant notre ère, au Turkménistan ; d'autres, datant du IIe millénaire, ont pu être trouvées au Nord de l'Afghanistan et en Iran (des peintures rupestres de chameaux datant de l'âge du bronze ont été fréquemment retrouvées dans des cavernes en Iran ; le chameau y occupe une place rituelle). Les scènes de chameaux luttant avec des fauves apparaissent plus tard (IIIe siècle av. J.-C.). De nombreux indices permettent d'affirmer que le chameau était considéré au Ve siècle en Asie Centrale et en Sogdiane comme un animal royal ; il apparaît en particulier supportant des trônes,.
Les représentations du chameau commencent à être fréquentes en Chine dès la seconde partie de la période Han.
En Occident, en raison de sa présence dans la bible, le chameau est dès le Ve siècle intégré dans l'art chrétien et représente l'Orient. À partir du XVIe siècle, le chameau est utilisé comme une allégorie de l'Asie, mais aussi de la luxure, alors qu'il symbolisait la tempérance au Moyen Âge.

#### Le chameau dans la littérature
Le chameau apparaît dans les textes occidentaux à partir de l'époque mérovingienne, initialement dans sa fonction de chameau ou en tant que présent (c'est le cas notamment dans La Chanson de Roland). Il faut attendre le XIIe siècle pour qu'il soit porteur d'une symbolique particulière (cas du personnage du légat du pape Muzart dans le Roman de Renart).
Le chameau est le sujet d'un conte de l'écrivain bulgare Yordan Raditchkov portant le titre Bactriane, même si l'histoire a peu de lien avec le chameau réel. La littérature moderne d'Asie centrale mentionne fréquemment le chameau, qui apparaît comme un motif mythique.

#### Le chameau dans le septième art
Le chameau a fait l'objet de plusieurs films :
- L'Histoire du chameau qui pleure (réalisé par Byambasuren Davaa), nommé à la 77e cérémonie des Oscars en 2004 dans la catégorie « meilleur long-métrage documentaire » ;
- Le chameau céleste (russe : небесный верблюд), réalisé en 2015 par Youri Feting (ru)[136].

#### Le chameau dans les jeux
Le chameau est une des positions possibles de l'osselet dans le jeu mongol shagai.
Des variantes du jeu d'échecs utilisent le chameau en tant que nouvelle pièce (voir le chameau ou cavalier long) ; certaines de ces variantes sont relativement anciennes, comme la variante perse des échecs de Tamerlane (en), qui date du XIVe siècle. Chez les Touvains, une pratique consiste à remplacer les pièces des échecs classiques par des figurines d'animaux de la vie courante, dont le chameau ; on retrouve cela chez les Mongols.

#### Sports impliquant le chameau
Même si les courses de camélidés impliquent essentiellement des dromadaires (voir course de dromadaires), il existe aussi des courses des chameaux, en particulier en Mongolie avec la « course des mille chameaux » ; le polo sur chameau y est également pratiqué, ainsi que d'autres sports.